# Регалії російських монархів

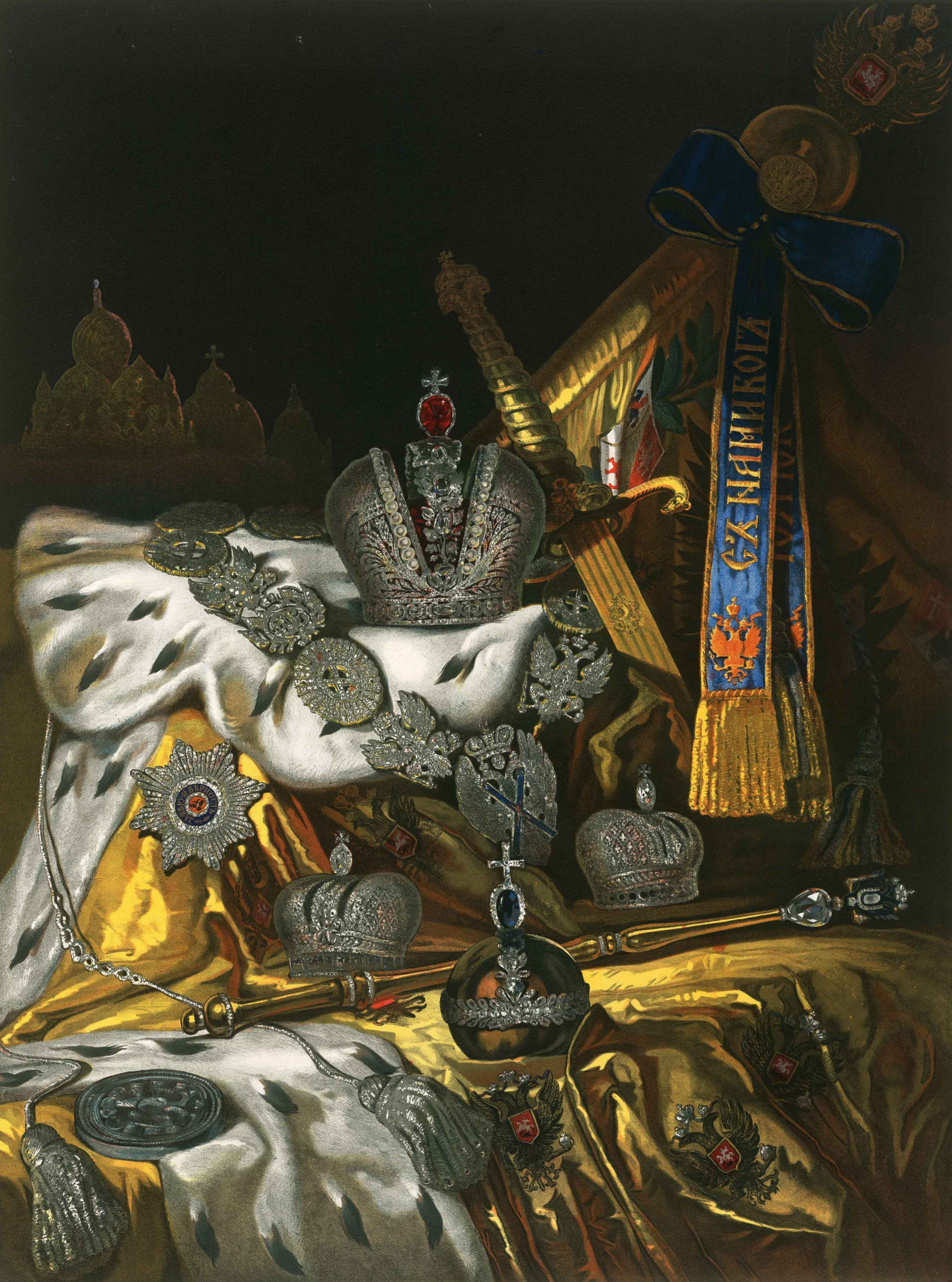
Російські імперські регалії — корони, держава, скіпетр, державний меч, клейноди Ордену Андрія Первозваного.

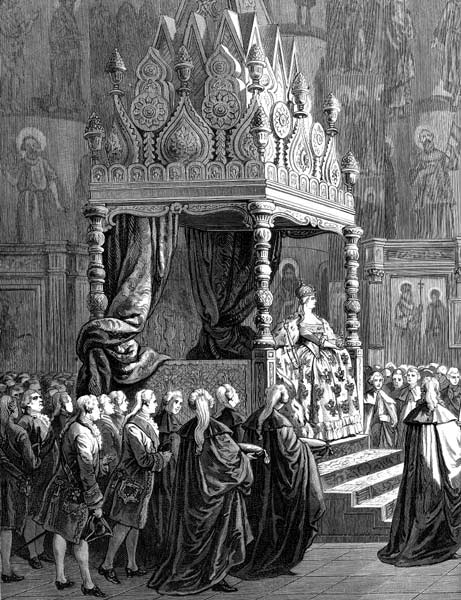
В імперські часи, як і в попередній період, коронація монархів проходила в Успенському соборі Кремля.

Регалії російських монархів — матеріальні символічні ознаки верховної влади монархічних правителів Росії. Період існування та використання певних ознак-регалій почався із зародженням самої одноосібної влади, ще в часи Московії, а закінчився в 1917 р., із падінням монархії. Певні артефакти як регалії з'явились за часів існування окремих давньоруських князівств. Стала система регалій сформувалась за часів Великого князівства Московського, та її наступника — Російської імперії. Увесь цей час існували й використовувалися ті чи інші інсигнії. Вони змінювались із часом, одні з них слугували державними регаліями більший термін, інші — менший. Деякі, переставши бути суто монаршими клейнодами, перейшли у геральдичне застосування.
До нашого часу в музеях Московського Кремля й у постійній виставці Діамантового Фонду зберігаються численні історичні клейноди монархічної Росії. Вони репрезентують усі етапи розвитку монаршої влади на її теренах з XIII до початку XX століть. Ці скарби є зразками багатьох мистецьких стилів і ювелірних шкіл Росії та її східних і західних сусідів. Крім того що це зібрання — одне з найбільших за повнотою та кількістю окремих одиниць, яке репрезентує всі історичні етапи розвитку російської державності, слугує свідоцтвом тих чи інших іноземних впливів на процес розвитку її монархії взагалі, на смаки й уподобання окремих самодержців зокрема.

## Інсигнії домонгольського часу
У період розпаду Київської Русі не існувало якихось сталих князівських регалій, які б мали загальнодержавне значення. Про князівські речі тієї пори можна стверджувати, виходячи лише з археологічних знахідок. Через монголо-татарську навалу лише небагато їх залишилося до наших днів.

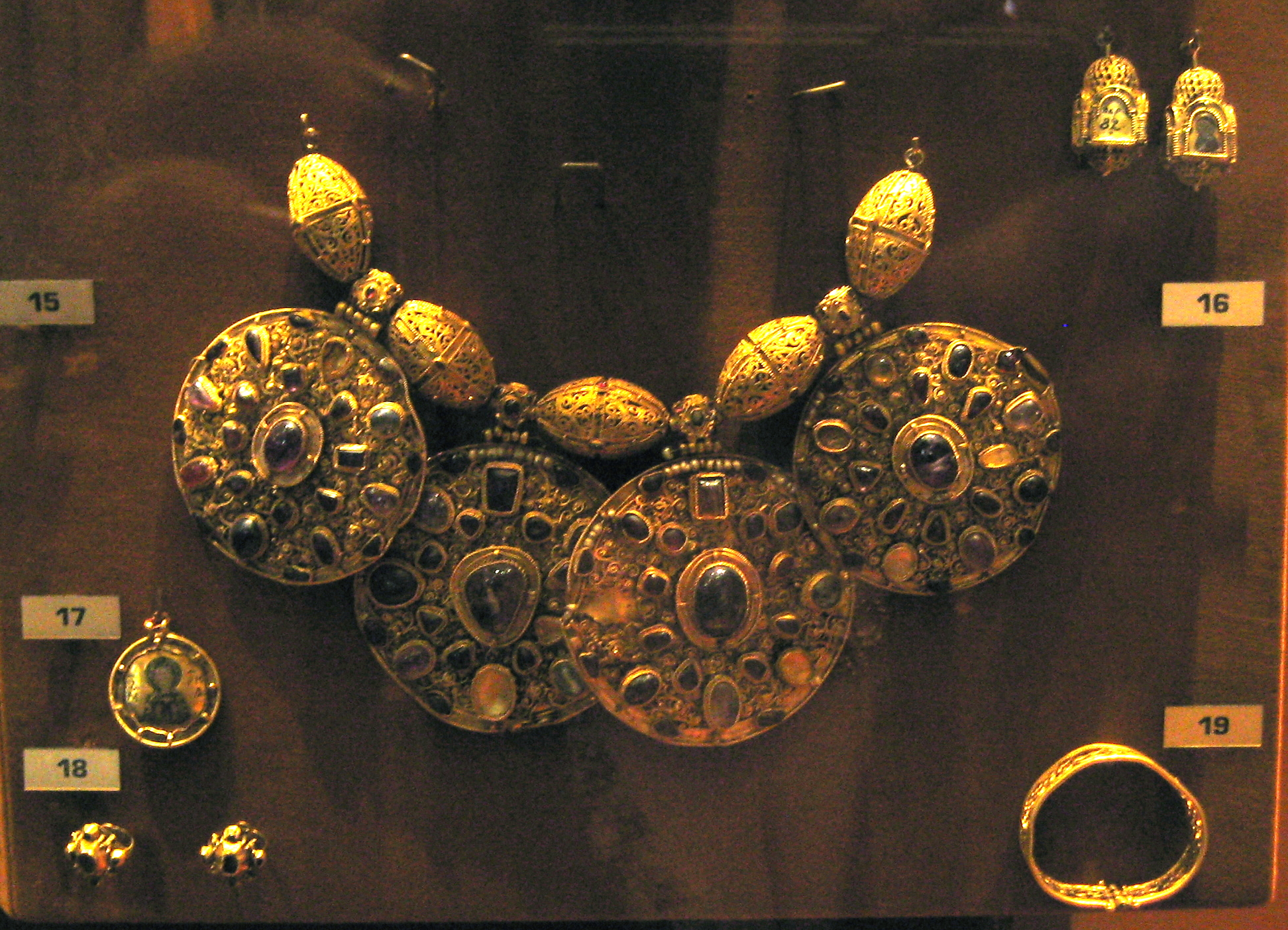
Барми зі Старої Рязані.

Барми Старої Рязані — один із найбільших шедеврів давньоруської ювелірної справи домонгольського часу. Ці два комплекси «барм» — дорогоцінних наплічних прикрас, знаків княжої влади — виготовили майстри Старої Рязані, столиці давньоруського Муромо-Рязанського князівства наприкінці XII — на початку XIII ст.

## Утвердження сталих монархічних церемоніалів. Регалії суздальських Юрійовичів

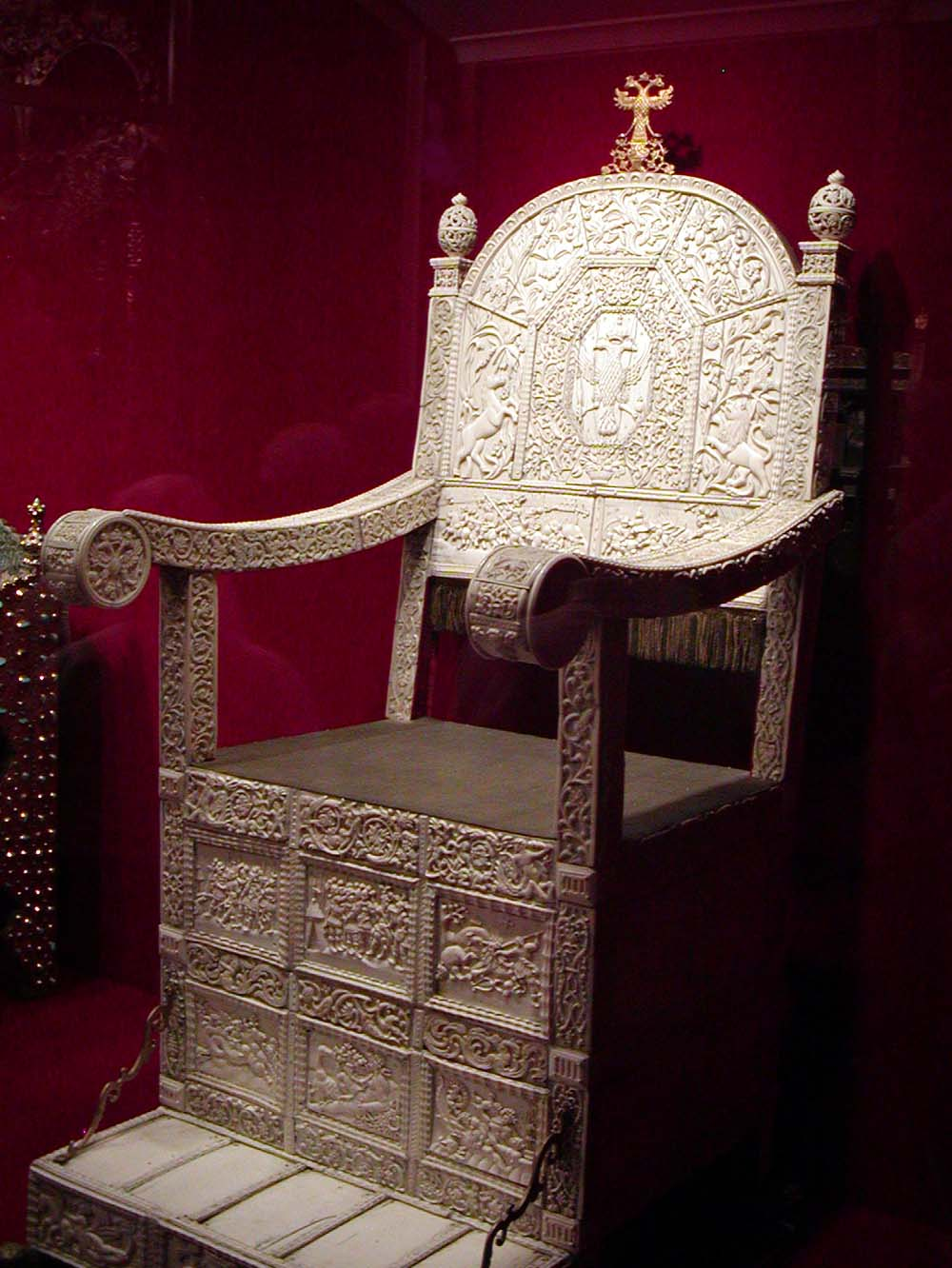
Кістяний трон Івана IV Васильовича.

З XIII по XV ст. ознаками особистої княжої влади слугували або барми — дорогоцінні наплічні прикраси, або золоті ланцюги та прикрашені золотом і сріблом пояси. Такі прикраси, пов'язані з іменами своїх володарів, передавались у спадок і фігурували у численних заповітах.

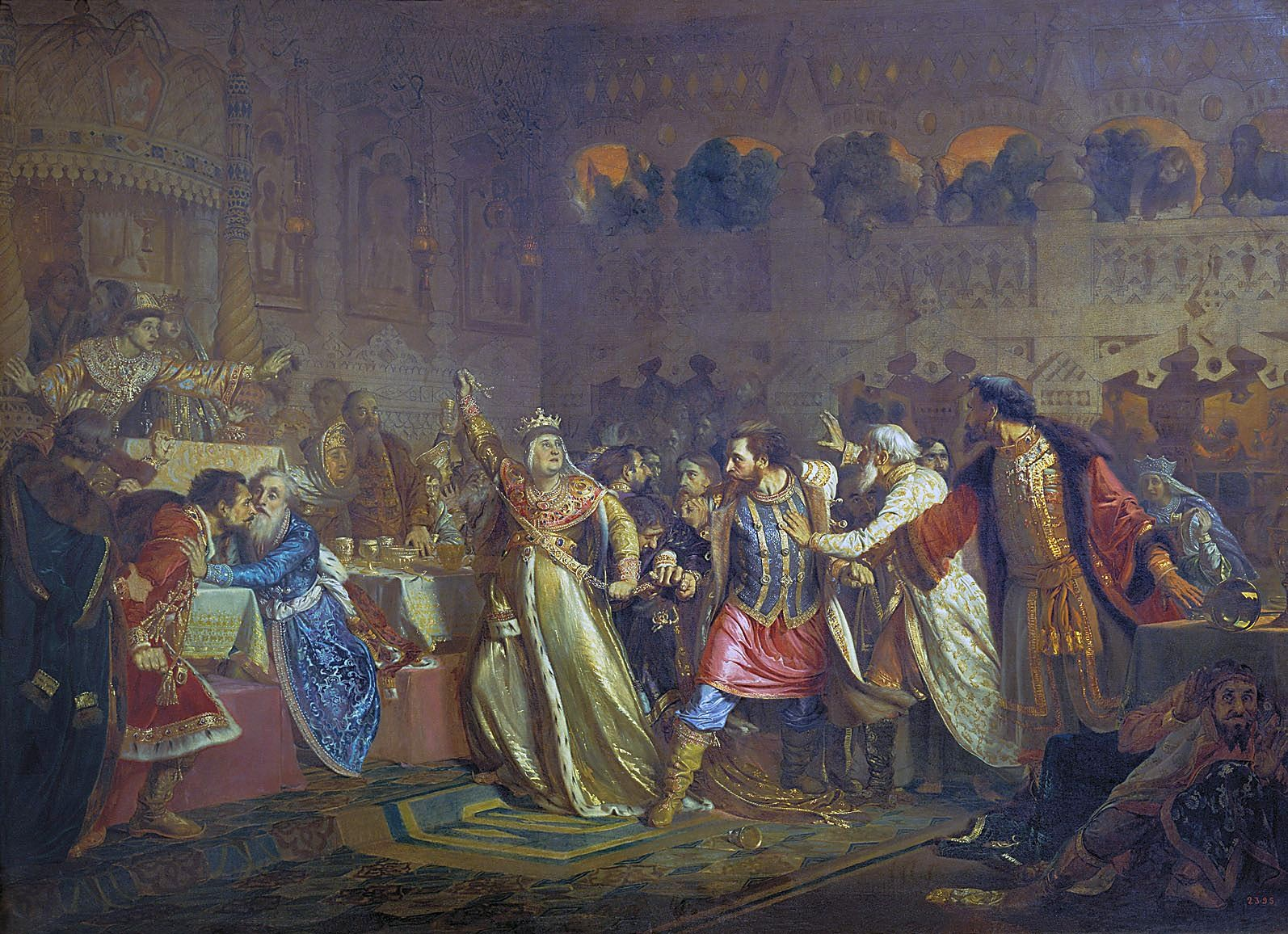
В XV столітті московські владці сварилися за коштовні пояси. Софія Вітовтівна проти Василя Косого.

Церемонія коронації або вінчання на престол була відома на Русі за часів феодальної роздрібненості тільки в королівстві Русі — Галицько-волинському князівстві, але там така церемонія мала європейську, а не візантійсько-східну традицію. У Велике князівство Московське обряд коронації монарха був привнесений візантійською принцесою Софією Палеолог — другою дружиною Івана III, та її радниками. Вперше таку коронацію — покладання дорогоцінного вінця на престолонаступника, здійснив сам Іван III в 1498 р. Він одягнув так звану «золоту шапку Мономаха» своєму старшому онуку від першого шлюбу — малолітньому Дмитру Івановичу (останній згодом потрапив до в'язниці через інтриги Софії, яка намагалась таким чином зберегти трон за своїми власними дітьми). В 1547 р. вперше замахнувся на царський, а не великокнязівський престол 17-річний Іван IV Васильович. З часів Івана IV вінчання на трон государів «Всієї Роусії» проходило в Успенському соборі Кремля. Церемонія була складена за візантійським зразком. Не канонічний Митрополит Московський (пізніше — Патріарх) покладав на монарха «хрест Животворний» та увінчував його шапкою Мономаха-Узбека — за однією з легенд, нібито дарунком візантійських василевсів князю Володимиру Мономаху. До речі, за часів Івана IV і поширилась ця легенда — «Сказання про князів Володимирських», згідно з якою Костянтин IX Мономах в знак поваги надіслав на Русь дорогоцінні регалії — вінець та хрест золотий, що згодом зробило з князів цієї гілки Рюрикова дому наступників Візантії. В XVII — XVIII ст. «Мономахів дар» збільшився у розмірах, бо до нього зарахували багато речей, що мали зовсім стороннє походження. Це вже згодом було доведено, що і вінець і інші «Мономахові» речі не мають до видатного Великого князя Володимира Мономаха жодного відношення. В XVI ст. з'являється і порфіра або «платно» — золототкане царське вбрання.

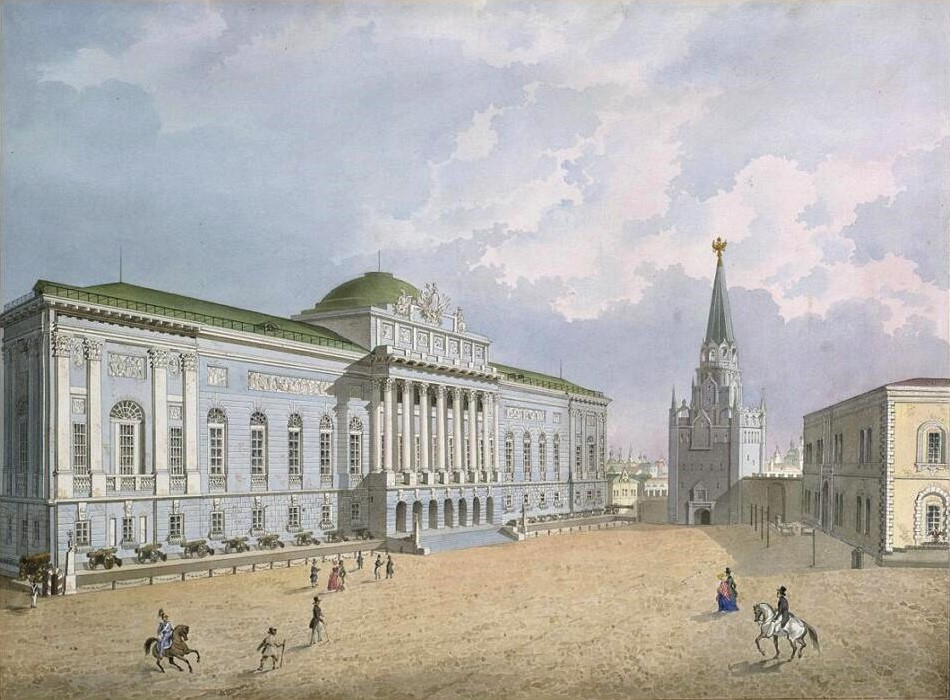
Стара будівля Збройової палати. Зведена в 1806—1812 рр., нині не існує.

Виготовленням та зберіганням регалій з XVI ст. займалась «Велика Казна», відоміша під назвою Збройової палати. З початку XVII ст. діяла також спеціальна настанова по ювелірним справам — Срібний Приказ. Останній в 1703 р. увійшов до складу музеєфікованої в тому ж році Збройової Палати. До пожежі 1737 р. колишня «Велика казна» зберігалась в двоповерховому приміщенні — прибудові кремлівського Благовіщенського собору. Потім — в приміщенні патріарших палат. Сучасна будівля музею збудована К.Тоном в 1844—1851 ст. Скарби залишали Москву тільки два рази — в 1812 р. (коли були евакуйовані в Нижній Новгород та у Спасо-Прилуцький монастир Вологди) та в 1941 р. (тоді їх відправляли до Уралу).
- Шапка Мономаха: Це найдавніша з корон, що належали володарям Москви, а потім Росії. Вона була невід'ємним атрибутом великокнязівської і царської влади, своєрідним символом Росії допетрівського часу. Цією короною вінчались усі московські монархи з 1498 по 1682 рр. (коли вона була востаннє покладена на Івана V — старшого брата Петра I Великого). Ця корона згадується у князівських заповітах ще з часів Івана I Калити, проте вона була приватною власністю князів, дорогоцінною прикрасою. «Шапка» виготовлена на Сході, але скоріш за все не у Візантії[5], а в якійсь мусульманській крайні із сталою ювелірною справою (ймовірно, Бухара, Хорезм або мамелюцький Єгипет). Корона металева, двох'ярусна. Нижня її частина, що складається з восьми з'єднаних золотих пластин, прикрашених рослинними візерунками із сканню та зерню, зроблена наприкінці XIII — на початку XIV ст. Верхній ярус із хрестом та дорогоцінне каміння додані швидше за все в 1498 р., коли «шапка» перетворилась на головну великокнязівську регалію. З кінця XVI ст. знизу до «шапки» приєднується соболине хутро. Золотий вінець важить всього 698 грамів (без хутра). З XVIII століття «Шапка Мономаха» слугувала геральдичною короною «Царства Великої, Малої та Білої Русі». В сучасній Росії «шапка» прикрашає герби таких давніх міст як Рязань[6], Смоленськ[7], Ярославль[8].

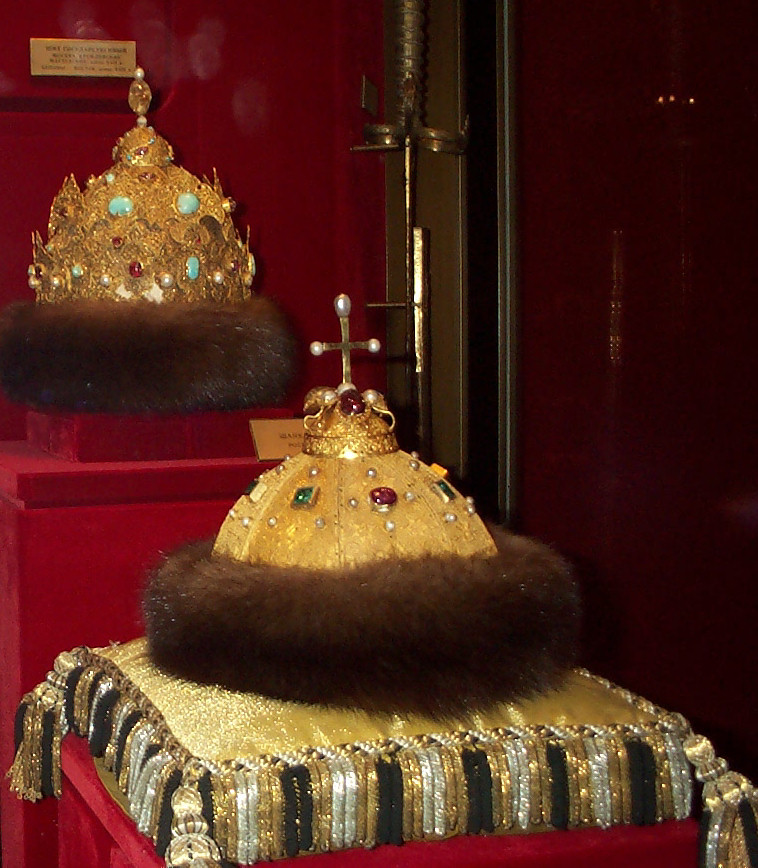
Дві найдавніші московські корони — «Шапка Мономаха» і Шапка Казанська.

- Наперсний хрест Мономахів: Цей наперсний хрест, найдавніший серед подібних регалій, з кінця XVII ст. пов'язували із «Мономаховим даром». Регалія має форму прямокутного срібного релікварія, в середню частину якого вставлений хрест-реліквія, частина Гробу Господнього. Сучасний вигляд регалія отримала в 1605 р., за часів Бориса Годунова (кошти на оздоблення релікварія надав князь І. А. Хворостінін[9]).

- Шапка Казанська: Шапка Казанська належала Ядегару-Мухаммеду, останньому володарю татарського Казанського ханства. Це друга за давністю московська корона. Виготовлена «шапка» в 1553 р.[10] Московськими або татарськими ювелірами для полоненого хана, спеціально з нагоди його хрещення в православну віру під ім'ям Семена.

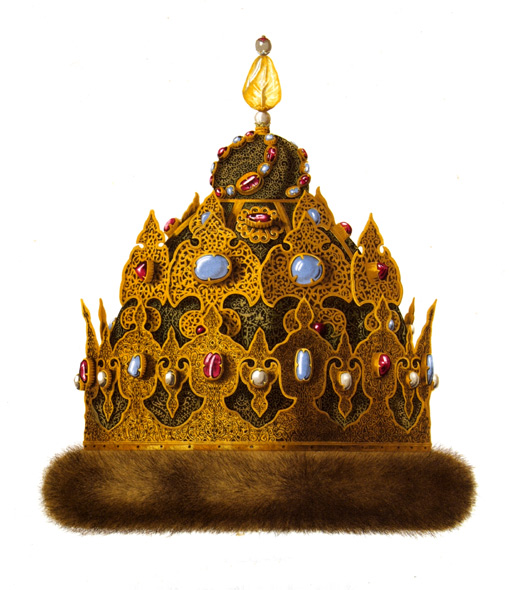
Шапка Казанська на малюнку Ф. Г. Солнцева (XIX століття).

- Кістяний трон: Кістяний трон, що належав царю Івану IV Васильовичу, є найдавнішим серед усіх тронних місць московських самодержців. Виготовлений він ймовірно в середині XVI століття у Західній Європі, можливо в Англії. Трон має дерев'яну основу, обкладену пластинами із слонової кістки. Лицеві пластини трону мають численні ренесансні рельєфні зображення — двоголові орли, різні звірі, птахи, купідони, сцени із давньогрецької міфології (міфи про Орфея) та із Старого Заповіту. Трон неодноразово реставрувався в XVII ст., проте зберіг основну кількість оригінальних сюжетів. В 1856 р., до коронації імператора Олександра II, спинка трону була прикрашена срібними двоголовими орлами[11].

## РегаліїБориса Годунова
- Золотий трон: «Місце царське золоте» було виготовлене наприкінці XVI століття перськими майстрами за найкращими зразками східного мистецтва. Згідно з архівом Збройової Палати, трон був надісланий шахом Аббасом I царю Борису в 1604 р[12].

Скіпетр і держава взагалі як символи влади вперше з'явились за часів царя Бориса. Цей комплект виготовлений в Західній Європі у найкращих традиціях тогочасного ренесансного ювелірного мистецтва. Емальовані медальйони такої якості не виготовлялись московськими майстрами тих часів. За пізньою легендою XVII — XVIII ст., ці регалії були даровані ще в XI ст. Володимиру Мономаху разом із вінцем та іншими реліквіями. Проте насправді вони були надіслані царю Борису в 1604 р. Великим Посольством Рудольфа II, імператора Священної Римської імперії. В 1613 р. ці скіпетр і держава були використані при коронації Михайла Федоровича, першого царя з династії Романових, і згодом увійшли в його «Великий Наряд» (дорогоцінне парадне царське вбрання). «Великий» або «Перший», Наряд складався окрім державних регалій також із значної кількості церемоніальних речей та парадного озброєння.
- Скіпетр: Золотий скіпетр «Великого Наряду» або «Мономахів» — з емальованими деталями, має орлів у своєму вершку. Цікавий виріб ренесансного мистецтва, він прикрашений 1 великим смарагдом, 20 діамантами та кількома іншими коштовними камінцями[13].
- Держава: Велика золота «Мономахова» держава у верхній півкулі має емальовані зображення західноєвропейського типу — старозаповітні сцени з життя царя Давіда: «Помазання Давіда на царство пророком Самуїлом», «Перемога Давида над Голіафом», «Повернення з перемогою», «Гоніння від царя Савла». Емальовані медальйони рельєфні, вони прикрашені дорогоцінним камням. Загалом ця держава має в своєму оздобленні 58 діамантів, 89 рубінів і турмалінів, 23 сапфіри, 51 смарагд та 37 великих перлин[14].

## РегаліїМихайла Федоровича Романова

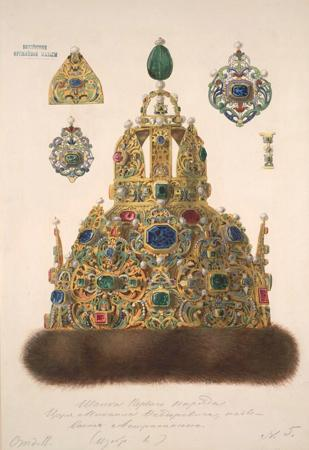
Корона Великого Наряду на малюнку академіка Ф. Г. Солнцева, середина XIX ст.

Під час подій «Смутного» часу в 1610 — 1612 рр. царська скарбниця зазнала величезних втрат. Поляки забрали з Великої Казни майже всю її збройову частину. Проте найбільш дорогоцінні речі весь цей час знаходились під пильним боярським наглядом в окупованому Кремлі. Слід зазначити, що королевич Владислав, обраний царем діячами Семибоярщини, з повагою ставився до московських церемоніалів і регалій, тому скарбниця зберегла основні реліквії попередніх царювань. Новий цар Михайло Федорович за довгі роки своєї влади значно поповнив це унікальне зібрання.
- Золотий сканний ланцюг: Наприкінці XVII ст. в скарбниці нараховувалось більш ніж 40 золотих ланцюгів і ланцюжків XVI — XVII ст. — невід'ємних складових парадного царського одягу. Серед тих, що збереглись до нашого часу, найвідомішим є ланцюг «Великого Наряду». Він був презентований царю Михайлу Федоровичу в 1631 р. голландським штатгальтером Фредеріком-Генріхом Оранським[16]. Виготовлений у Західній Європі в 1620-ті рр., він був перероблений майстрами Збройової Палати і став частиною «Великого Наряду». Після переробки 1640-х рр. ланцюг складається із 79 сканних прямокутних тригранних ланок[17].
- Золота перев'язь: Перев'язь — ланцюг із плоских ланок-кілець, що належала царю Михайлу Федоровичу, була виконана майстрами Збройової Палати в 1613 р. (7121 р. від сотворіння світу). Ланцюг складається із 89 золотих кілець, накладених на папір із тафтою і камкою; кільця із вирізаними на них надписами, що містять хвалу Трійці, Богородиці, Господу (кільця 1-31), повний царський титул (на кільцях 32-74), дату і молитву Господу (ланки 75-89)[18].
- Корона Великого Наряду: Корона «Великого Наряду» належала царю Михайлу Романову. Вона була виконана головним майстром Збройової Палати дяком Єфимом Телепнєвим в 1627 р. Це чудовий витвір пізньоренесансної ювелірної справи, поєднаної з московськими традиціями. Двох'ярусний вінець має масивний металевий корпус, до нижньої частини зовнішнього каркаса додана діадема з вісьмома зубчиками. Знизу до корони приєднане соболине хутро, традиційне для такого типу корон-«шапок». Корона прикрашена 177 камінцями і перлинами[19]. Після XVIII століття регалія слугувала геральдичною короною «Царства Астраханського».

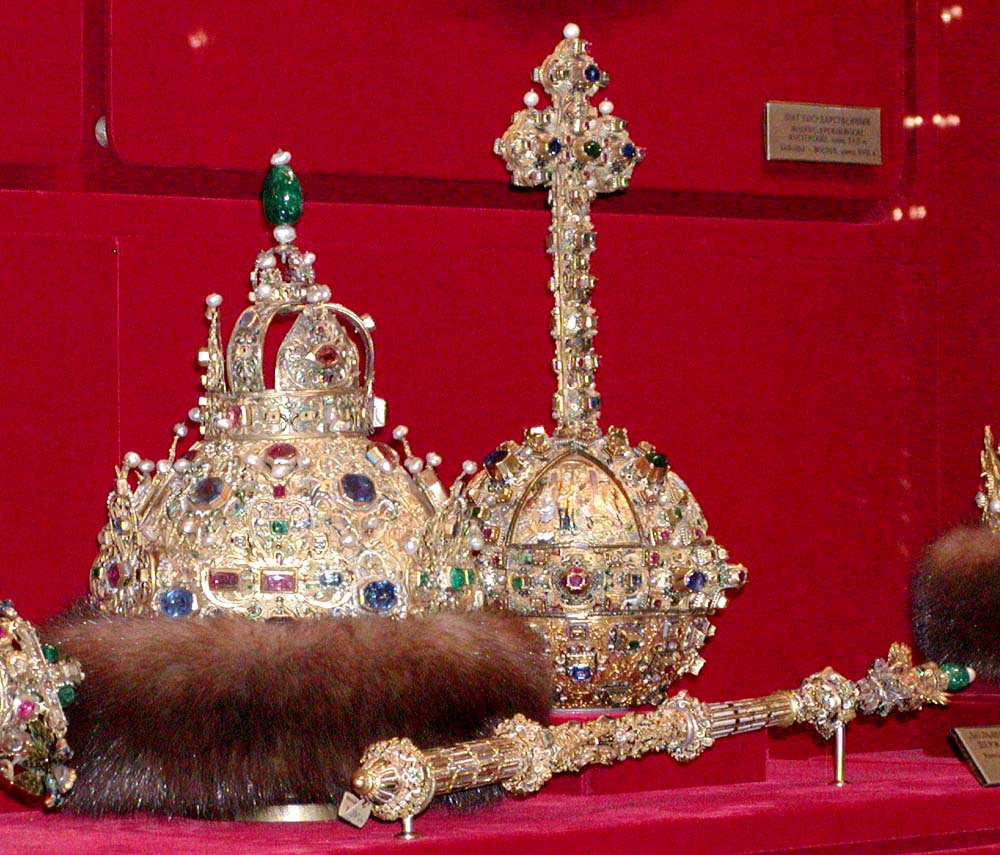
«Великий государів Наряд»: корона Михайла Федоровича та скіпетр і держава Бориса Годунова.

- Золотий трон: Трон, що належав царю Михайлу Романову, вперше згадується в архівах Збройової Палати у 1640 р. як річ ще царя Івана IV Васильовича. Цей розкішний витвір східного мистецтва був зроблений в 1580-ті роки в Персії, можливо — в країні Великого Могола, потім в 1640-ві рр. був перероблений московськими майстрами і вважався найдорогоціннішою реліквією царя Михайла. До часів Петра I трон розташовувався в Успенському соборі Кремля, згодом був зданий до Збройової Палати. Золоті пластини трону всипані дорогоцінним і напівдорогоцінним камінням і перлинами (колись їх було загалом 3000). В XVII ст. царі часто тримали трон в обозі під час військових походів і смотрів, тому він значно постраждав і втратив золоті пластини на ніжках і золоту підніжку[20]. Загалом на троні збереглось 1325 рубінів і турмалінів, 559 бірюз, 16 перлин, 28 сапфірів та 36 інших коштовних каменів[21].

Також «Великі Наряди» Михайла та його наступників складались із значної кількості дорогоцінної зброї та обладунків, що слугували своїм коронованим господарям під час військових дій і смотрів. Цю частину «Великого Наряду», або власне «Велику Казну», складали дорогоцінні булави і буздихани, пірначі і шістопери, шаблі, кончари, палаші, клевці і топорики, «зерцальні» лати, єрихонки, мисливські пищалі та інші численні речі, які надходили до царської скарбниці протягом багатьох поколінь коронованих осіб. Збройова Палата зберегла достатньо велику кількість таких речей. Деякі з них зроблені кремлівськими майстрами, інші закордонного походження — турецького, перського та західноєвропейського.
В архівах ці речі обов'язково описувались за своєю вартістю, по кожному типу зброї. Найбільш дорогоцінний приклад озброєння називався «першим», далі йшов «другий» і так дальше. Іноді речі мали власні назви, від їхнього походження. Так, серед булав виділяються: Новгородська, Ліфляндська, Казанська, Сибірська, Польська, Кришталева та Українська (остання була надіслана до царської скарбниці в 1654 р. гетьманом Богданом Хмельницьким), a серед буздиганів — Грузинський та два Калмицьких.
Найзначнішими речами Михайлової «Великої Казни» є:
- Сагайдак і колчан: Сагайдак (дорогоцінні піхви для лука) та колчан для стріл були виконані в Кремлі близько 1627 р.[23] Вони мають золоті оправи із численними емальованими візерунками, містять державні герби. Загалом цей комплект ціною в 2965 тогочасних рублів[24] прикрашений 183 діамантами, 5 рубінами, 34 сапфіром, 153 смарагдами та 139 турмалінами[25].
- Щит: Булатний щит, прикрашений золотим різьбленням, був виготовлений майстром Мухаммедом Муміном Зернішаном у державі Сефевідів наприкінці XVI століття[26] До 1622 р. він належав князю Федору Мстиславському — нащадку Гедиміна, колишньому голові Семибоярщини (тимчасового уряду 1610 р.). Після смерті бездітного князя і вигасання разом із ним княжого роду Мстиславських-Заславських, його дорогоцінні речі були виморочені царською скарбницею, а після смерті самого Михайла здані до Збройової Палати. Деякі з них, як наприклад цей щит, увійшли до «Великого Наряду».

- Шабля: Шабля «Великого Наряду» була виготовлена майстрами Кремля в 1620-ті рр. Вона має золоте оздоблення і прикрашена 552 діамантами і 165 іншими каменями, переважно рожевими турмалінами[27]. З XVIII ст. її теж приписували до легендарних «Мономахових» речей.
- Державний шолом: Царський шолом — «єрихонка» або «шапка єрихонська» — був зроблений з високоякісного булату в Османській імперії в 1600-ті рр., і потім перероблений саме як царська регалія в 1621 у Збройовій Палаті майстрами Н.Давидовим та І.Марковим, потім ще раз в 1642 р.

За легендою XVIII ст., ця регалія належала ще Святому князю Олександру Невському і її використовували як геральдичний шолом Російської імперії.

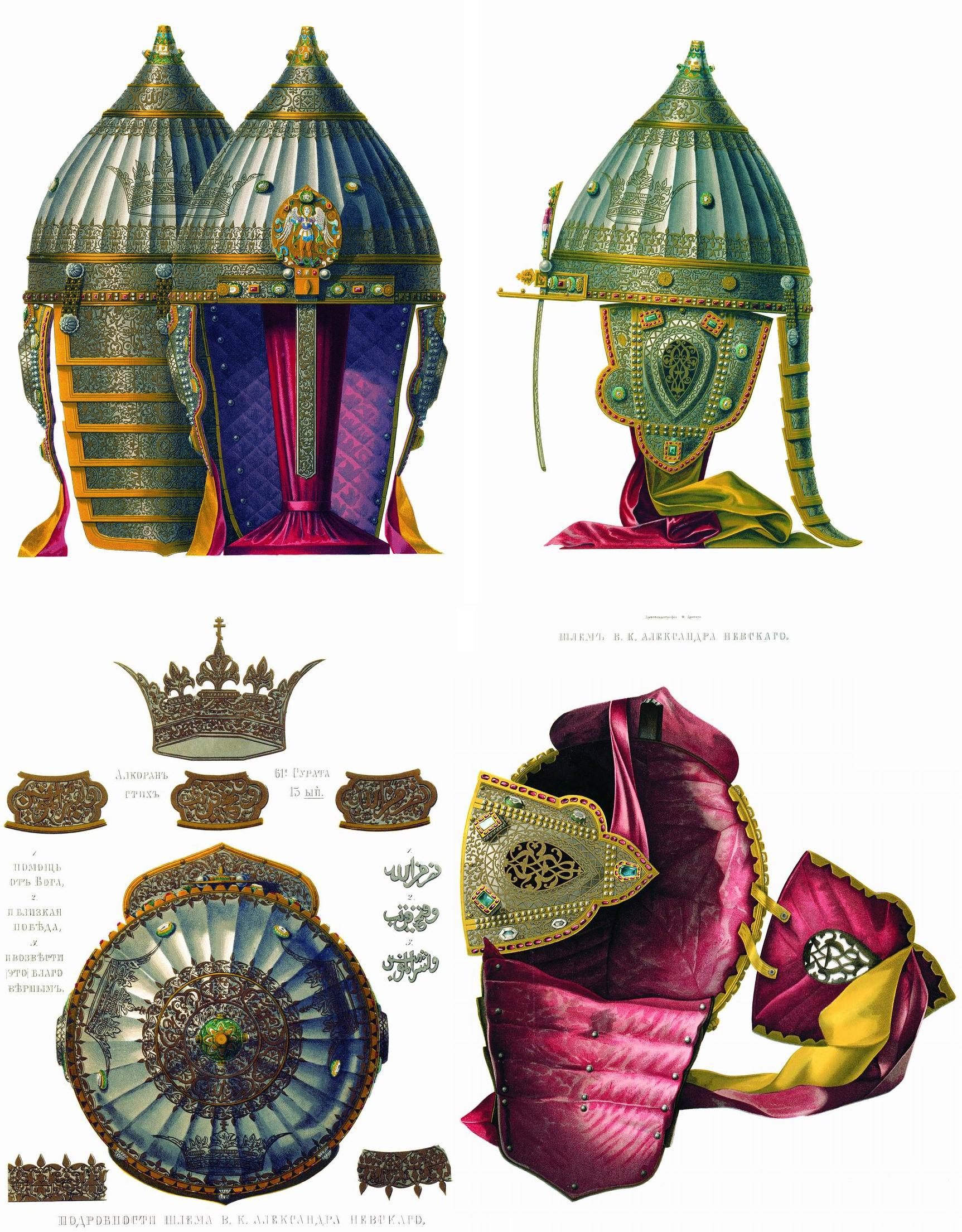
«Державний шолом» на малюнку Ф. Г. Солнцева, XIX століття.

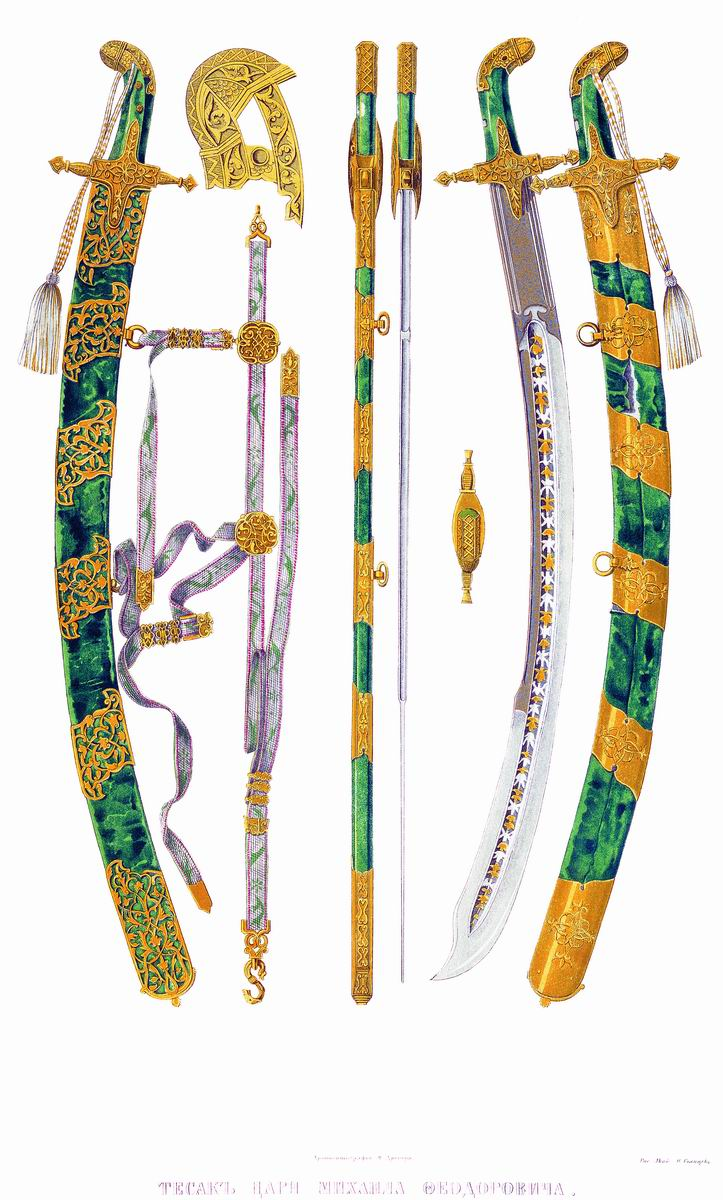
Тесак царя Михайла Федоровича на малюнку Ф. Г. Солнцева, XIX століття.

Після смерті Михайла Романова в Збройову Палату була передана значна кількість його речей, які хоч і не мали відношення до «Великого Наряду», але їх історична вартість величезна, бо всі вони — високохудожні шедеври. Деякі з них:

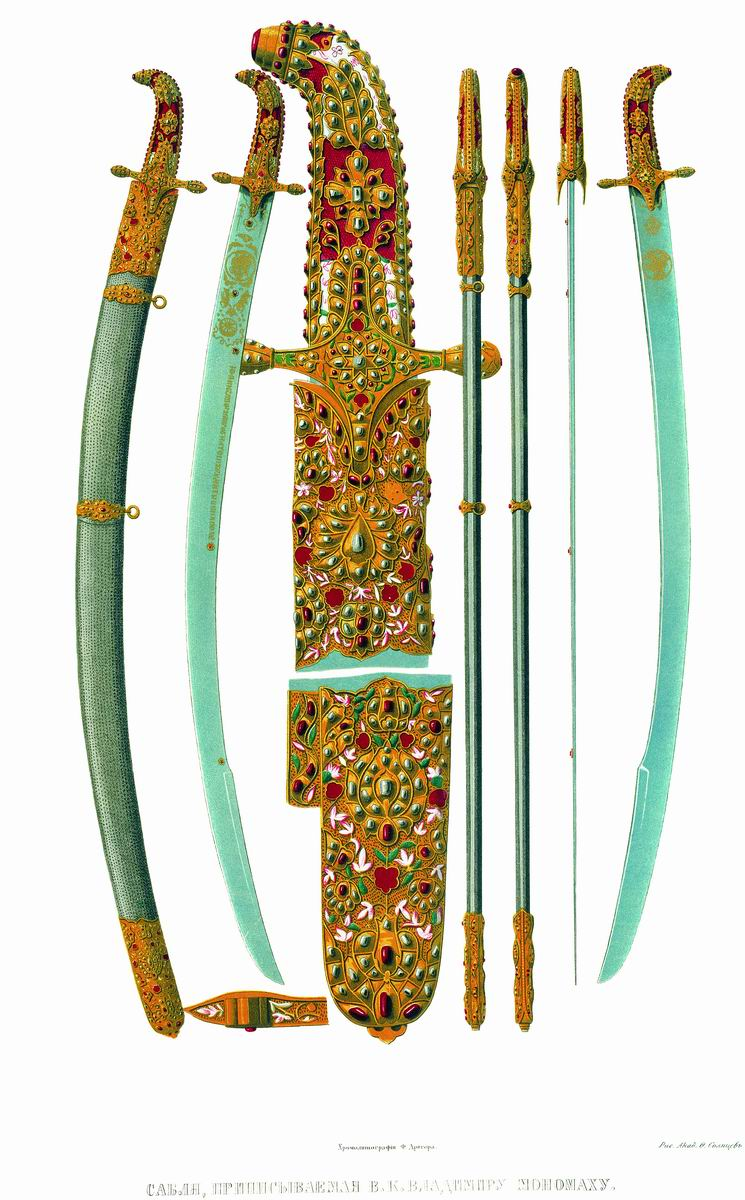
Частина «Великої государевої Казни» — шабля грецької справи. У подальшому приписувалась Володимиру Мономаху. Малюнок Ф. Г. Солнцева.

- Тесак: Тесак був зроблений чеським майстром Нялом Просвітом у Збройовій Палаті в 1617 р. Булатний із золотими прикрасами, він має надпис чеською мовою: |  | «Sy tesak sdeelan poweleniem Gossudara Tzaira i welikoвo Knesa Michaila Feodorowitcha vsea Rrusyi v paetoie leeto gossudarstwa ieвo, maesetza… Po prikasu kraitscheвo y oruschnitscheвo Michaila Michai-lowitscha Saltikowa; deelal master Nial Proswit» |[28][29].
- Шабля: Шабля князя Ф.Мстиславського була передана до царської скарбниці в 1622 р[30]. Вона виготовлена у Туреччині в другій половині XVI ст. і має арабські надписи. Швидше за все це військовий трофей якогось з предків князя.
- Шолом: Унікальний дорогоцінний шолом князя Ф.Мстиславського зроблений невідомим турецьким майстром із дамаської сталі і оздоблений золотим різьбленням і прикрасами. Цей трофей дістався в часи Молодинської битви батьку князя Федора — І. Мстиславському[31]. З 1622 р. він знаходиться у Збройовій Палаті. Шолом прикрашений рубінами, бірюзою і містить численні цитати з Корану.
- Єрихонка: Єрихонка князя Ф.Мстиславського. Зроблена в Туреччині на початку XVII ст. з булатної сталі, оздоблена дорогоцінними прикрасами і має численні «слова арабські» — мусульманські молитви[32].
- Єрихонка: Єрихонка князя A.M.Львова. Зроблена в Туреччині наприкінці XVI — на початку XVII ст. Надійшла до скарбниці після смерті бездітного володаря. Виготовлена з високоякісного булату, містить золоті та срібні прикраси і має «слова арабські»[33].

## ЕпохаОлексія Михайловича. Регалії «грецької роботи»
Більшість регалій наступного царя Олексія Михайловича була зроблена в Стамбулі переважно грецькими майстрами в 1650 — 1660-ті рр. В Стамбулі тоді були найкращі ювеліри, до речі деякі з них (Іван Юрьєв та ін.) потім працювали у Збройовій Палаті Москви. Окрім того цар таким чином намагався зберегти зв'язок із візантійським корінням московської влади. На смаки Олексія Михайловича безумовно мали величезний вплив грецькі ієрархи, котрі за часи його влади багато разів відвідували Росію (у зв'язку із церковною реформою Нікона). Грецькі церковники були посередниками у торговельних справах царя в Стамбулі. Грецькі купці та ювеліри за свої справи отримували від царської казни значні комісійні суми. Так, за барми греки отримали 3917 рублів, за державу — 7353 рублі, за скіпетр — 2600 рублів та ін. (усього до 1665 р. вони отримали за свою працю 18325 рублів). До «Великого Наряду» Олексія Михайловича належали:
- Скіпетр: Золотий емальований скіпетр був виконаний найкращими майстрами Стамбула в 1658 р. Його доставив до Москви царю грек «царьгородець» Іван Анастасов[35]. Цей скіпетр прикрашений двоголовими орлами і має форму булави, за часів Олексія Михайловича він знаходився у складі Великої Казни, тобто слугував як дорогоцінна зброя.

- Держава: Золота держава «грецької справи», має вигляд кулі на підставці, її увінчує хрест. До Москви царю Олексію її привіз грек, стамбульський мешканець Іван Юрьєв в 1662 р.[36] Держава прикрашена 179 діамантами та 340 іншими дорогоцінними камінцями[37].
- Барми: Барми «грецької справи» царя Олексія Михайловича або «діадіма»[38], виконані найкращими ювелірами Стамбула в 1662 р. На кільці зі світлого шовку розташовуються 7 дорогоцінних емальованих металевих медальйонів-запон, рясно прикрашених дорогоцінним камінням[39]. На медальйонах зображені: на трьох великих — 1) Богородиця з немовлям Ісусом і Євангелієм, 2) Святі Костянтин і Єлена з Хрестом Господнім, 3) чудо Святого Меркурія проти імператора Юліана Відступника; на чотирьох малих — 1) Співання псалмів царем Давидом, 2) Створіння світу, 3) зображення царів, апостолів і праведників, 4) Сошестя Святого Духу. Загалом всі 7 медальйонів містять 248 діамантів та 255 інших дорогоцінних каменів[40].

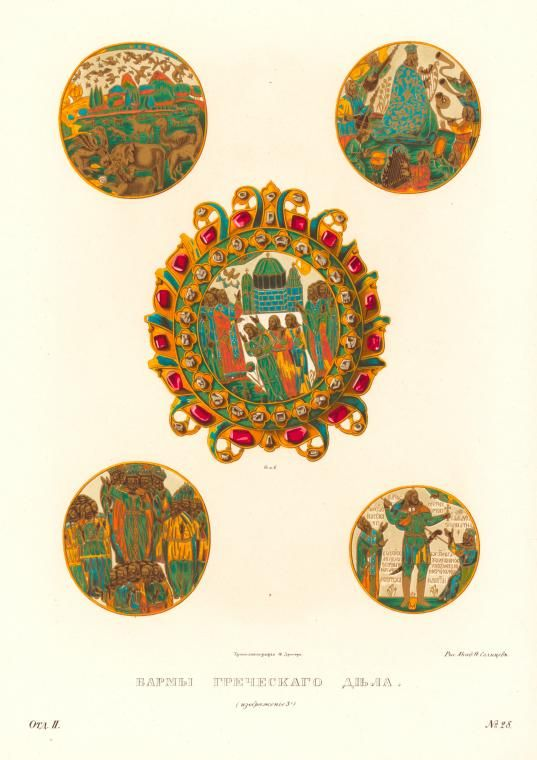
Емальовані медальйони на бармах, малюнок Ф. Г. Солнцева, 1835 р.

Також приватна скарбниця Олексія Михайловича містила інші величезні коштовності:

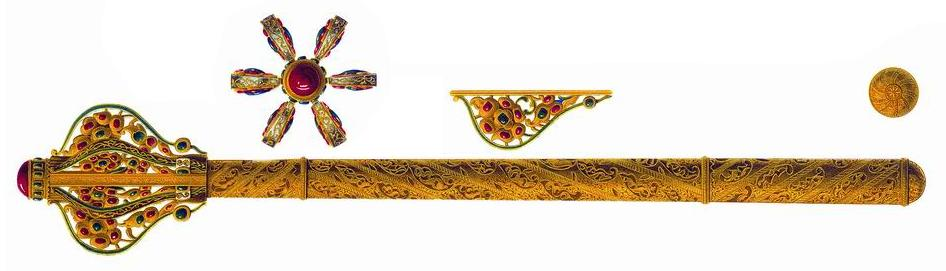
Буздиган Олексія Михайловича, малюнок Ф. Г. Солнцева, XIX ст.

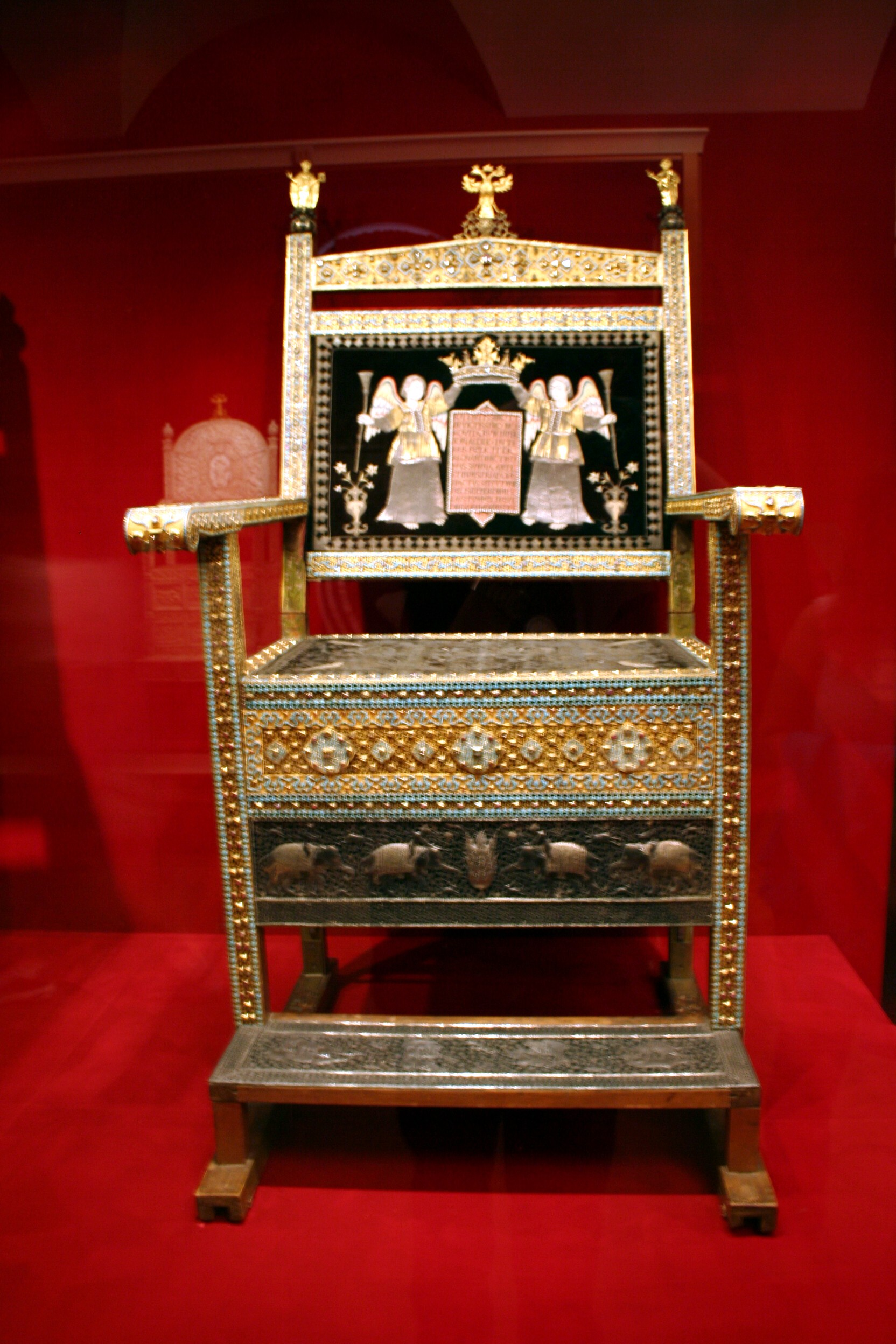
Діамантовий трон царя Олексія Михайловича в Збройовій Палаті.

- Діамантовий трон: Золоте крісло, оздоблене дорогоцінним камінням, було виготовлене у Персії в 1659 р. В наступному році воно надіслано царю через представників Вірменської торговельної палати Ірану — перського посадовця Іхто Модовлетова та вірменського купця Захарія Сарадарова. За цей дарунок вірмено-перська торговельна корпорація отримала право безмитної торгівлі у володіннях московського царя, а купці одержали від скарбниці 23 тисячі рублів комісійних (щоправда з тієї велетенської суми 19 тис.[41] було виплачено знеціненими мідними грошима — «воровськими» рублями, через які до речі царський уряд отримав т. зв. «Мідний заколот» — у тому ж 1660-му році). Трон зроблений найкращими шахськими майстрами під значним впливом ювелірної справи держави Великих Моголів. Його основа, зроблена із санталового дерева, обкладена карбованими золотими і срібними пластинами із численними зображеннями. Передня сторона сидіння містить карбовані зображення слонів. Спинка трону прикрашена оксамитом, вона містить вишиті перлинами зображення двох крилатих Геніїв і має латинський надпис:|  | "Potentissimo et invictissimo Moscovitarum Imperatori Alexio, in terris feliciter regnanti, hic thronus, summa arte et industria fabrefactus, sit futuri in coelis et perennis faustum felixque omen. Anno Domini, 1659" | («Наймогутнішому і непереможному Московії імператору Олексію, на землі щасливо царюючому, цей трон, з великою майстерністю зроблений, да буде знаменням прийдешньої у небесах вічної насолоди. Рік від Різдва Христового 1659.» Трон цей має величезну кількість камінців і перлин у своєму оздобленні і за переважну кількість серед інших діамантів має відповідну назву. Загалом його прикрашають 876 діамантів та 1223 інших дорогоцінних камінців, не враховуючи перлин. Цей трон був найкоштовнішим придбанням «імператора Олексія» за всі роки його царювання.
- Жезл грецької роботи: До нашого часу в Збройовій Палаті збережена значна кількість царських посохів, тростин та жезлів, зроблених із металу, слонової або моржової кістки, бурштину, рога «єдинорога» (тобто зубу нарвала)[42][43]. Посохи були невід'ємною частиною як парадного так і повсякденного царського вбрання з XVI століття. Але вирізняється серед усієї колекції золотий емальований жезл[44], найбільш дорогоцінний і витончений. Цей — єдиний у своєму роді, із лілією нагорі. Він був виконаний в Стамбулі в 1658 р. і доставлений царю греком Іваном Анастасовим в 1662 р. Цей унікальний витвір греко-турецької ювелірної справи прикрашений 178 діамантами, 259 смарагдами, 3 перлинами та 369 рожевими турмалінами[45].
- Запона-прикраса: Серед всієї колекції запон і підвісок до царських коронаційних вбрань вирізняється одна найбільш дорогоцінна, уся всипана діамантами. Її привезли греки зі Стамбула в 1660-ті рр.

Цар Олексій Михайлович мав достатню кількість зброї та обладунків своєї особистої «Великої Казни». Зараз ці речі знаходяться в Збройовій Палаті, найвідомішими серед них є:
- Сагайдак і колчан: Дорогоцінний сагайдак, в комплекті із колчаном зроблений в Стамбулі за найкращими зразками східної ювелірної справи[46] Олексію Михайловичу ці коштовності презентували греки Іван Юрьєв та Дмитро Астафьєв в 1656 р. Ці унікальні витвори греко-турецького мистецтва прикрашені багатьма золотими емальованими медальйонами, російськими державними гербами. Золоті оправи сагайдака і колчана всипані 306 діамантами, 40 смарагдами та 1256 рожевими турмалінами[47] — ціною в 6660 тогочасних рублів[24].
- Шабля: Дорогоцінна шабля, що була зроблена в Стамбулі, була доставлена царю греком Іваном Булгаковим в 1656 р.
- Єрихонка: Шолом-«шапка єрихонська» «Великого Наряду» Олексія Михайловича була виготовлена в Османській імперії в 1590-ті — 1600-ті рр., та до 1622 р. належала князю Ф.Мстиславському, потім царевичу (згодом — царю) Олексію[48]. Зроблена з високоякісного булату, вона містить золоті та срібні прикраси і має в оздобленні 61 перлину та камінець.

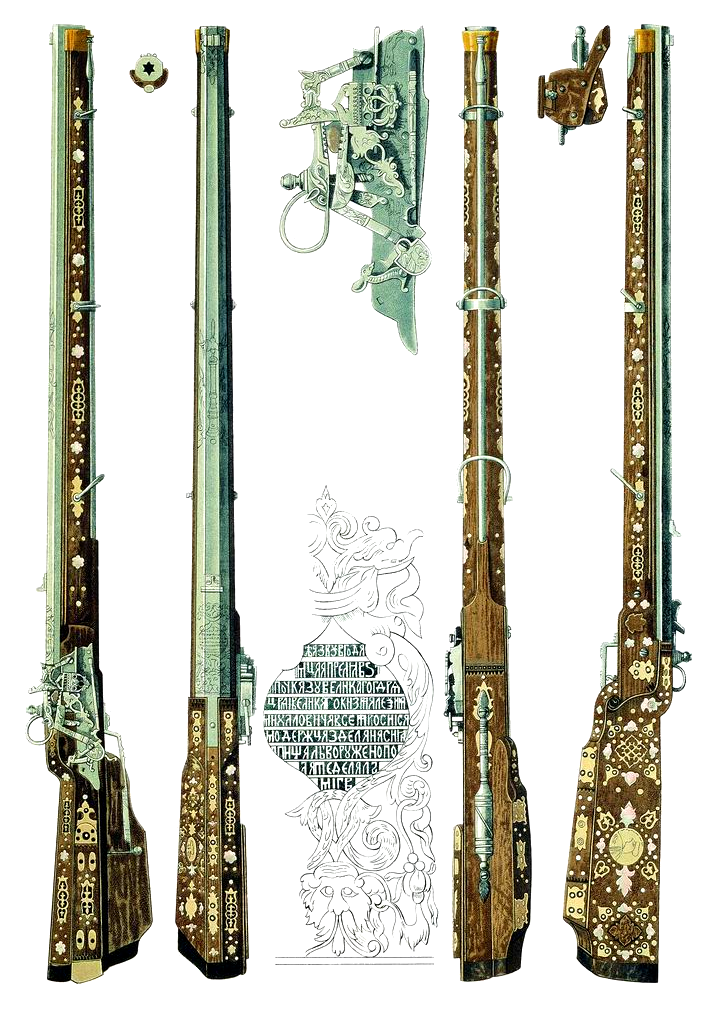
Частина «Великої Казни» Олексія Михайловича — дві мисливські пищалі, малюнок Ф. Г. Солнцева, XIX ст.

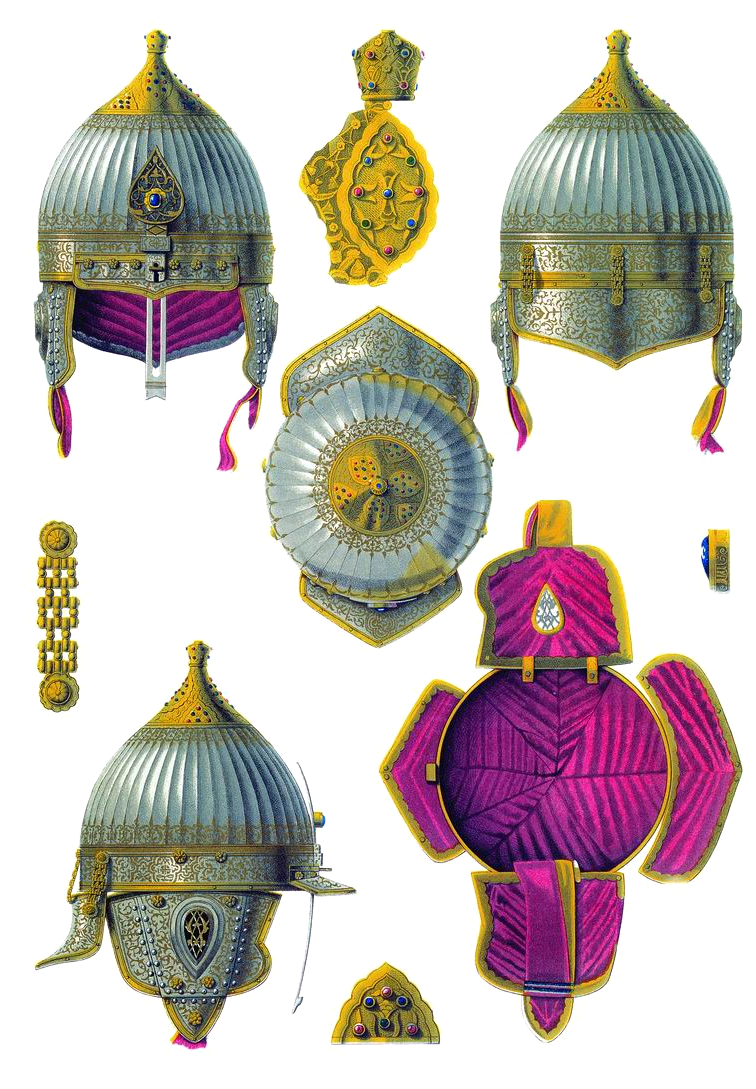
Шолом «Великого Наряду» Олексія Михайловича. Малюнок Ф. Г. Солнцева.

- Кончар: Меч-кончар в золотих піхвах походить з Туреччини. Він був замовлений царем майстрам Стамбула. Грек Дмитро Астафьєв відвіз його до Москви в 1657 р. Золоті піхви та ефес цього меча прикрашені 63 турмалінами та 205 бірюзами[49].
- Буздиган: Булава-буздиган «Великого Наряду» виконаний грецькими майстрами Стамбула, був презентований царю Олексію Михайловичу купцем Дмитром Астафьєвим в 1655 р. Золотий буздиган оздоблений 46 смарагдами та 109 рожевими турмалінами і є найкращим зразком цього типу зброї в кремлівському зібранні[50].

## Царські регалії1660-х—1680-х pp
- Наперсний хрест із ланцюгом: Хрест-мощевик був зроблений майстрами Кремля в 1662 р. і потім перероблений в 1682 р. Це єдина регалія, що збереглась від «Великого Наряду» Федора Олексійовича — старшого сина і наступника Олексія Михайловича. Золотий емальований хрест прикрашений діамантами, із золотим ланцюжком, ззовні він містить такі зображення: Воскресіння Христове зверху, Розп'яття знизу, з обох боків Таємна Вечеря та Покладання Христа у труну. Він містив колись частину Ризи Господньої і частину Хреста Господнього. Розкривається хрест-мощевик з середньої частини лицевої сторони; він має внутрішнє оздоблення — емальовані сцени Благовіщення, Різдва Христового та Хрещення. На зворотній стороні хрест має емальоване зображення Святого Феодора Стратилата — царського покровителя[51].

Із зібрання приватної зброї, що належала царю Федору, вирізняється:
- Палаш: Дорогоцінний палаш був надісланий царю в 1680 р. господарем Валахії Щербаном | Кантакузеном із посольством Юрія Павлова. Він прикрашений 132 турмаліном, 6 смарагдами, 152 бірюзами, булат в ньому турецької справи[52].

В 1682 р. внаслідок непередбачуваних подій Росія отримала відразу двох царів-співвладників — «старшого» Івана V та «молодшого» Петра I Олексійовичів. Нестандартна ситуація вимагала від царської скарбниці значних коштів, бо були створені одразу два «Великих Наряди». В 1682 р. Іван V коронувався давньою Мономаховою короною та регаліями свого діда Михайла, а для Петра I були поспіхом виконані скромніші клейноди. Проте з часом обидва царі отримали належні дорогоцінності, які навіть перевершили багатством коштовності попередників.

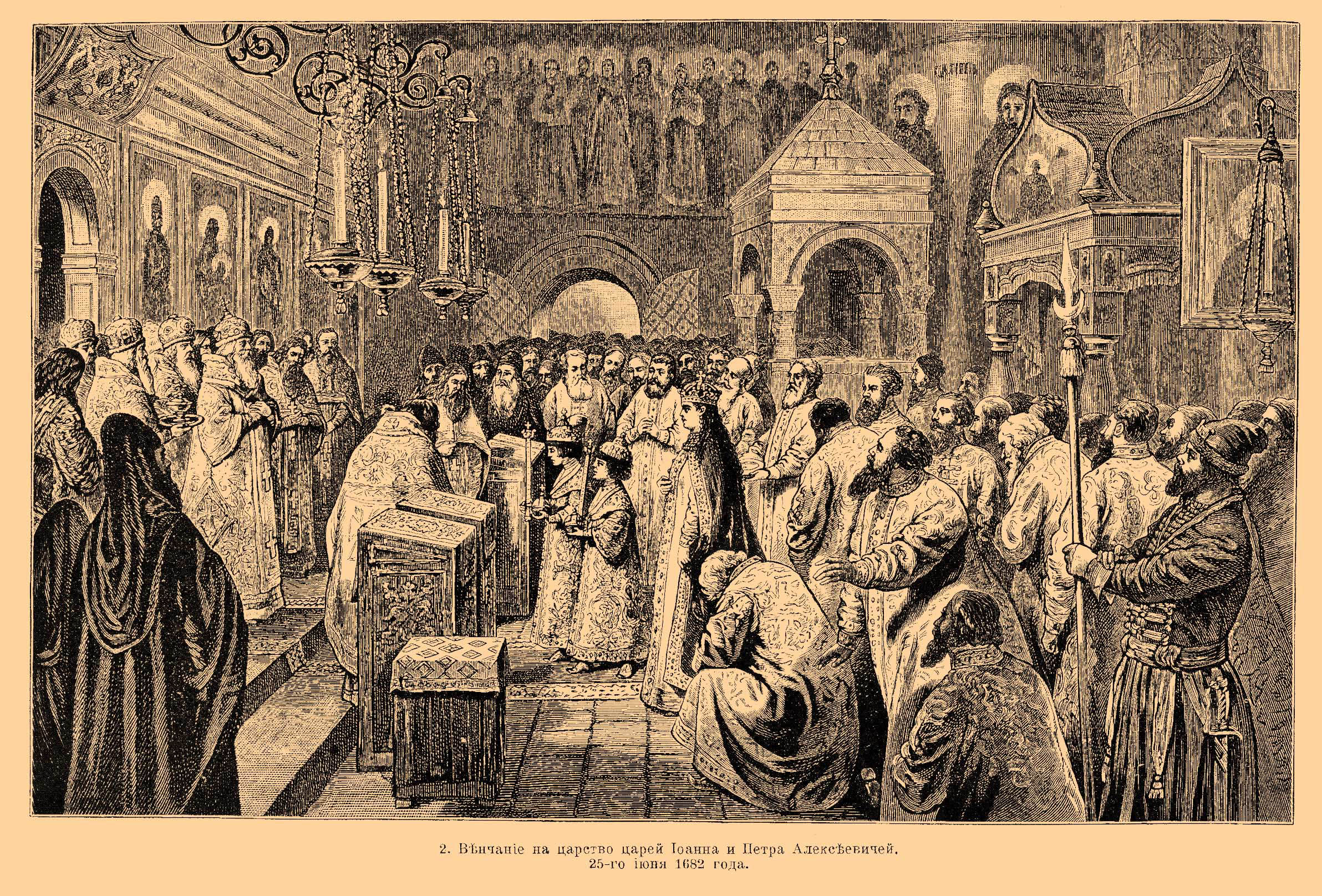
Коронація малолітніх царів (пізня літографія).

- Срібний подвійний трон: До спільного царювання Івана V та Петра I були виготовлені не тільки окремі комплекти царських регалій, але і двомісне тронне місце. Виготовлений в 1680-ті роки, можливо трон був перероблений із срібного з позолотою царського місця Михайла Федоровича, що по опису Олеарія (1634 р.) знаходилось у Грановитій палаті[53]. На трон заввишки майже 4 метри пішло 1600 марок срібла і 120 унцій золота. Він був оцінений в 25 тисяч рублів — це астрономічна сума для Росії XVII ст. Переданий він був у Збройову Палату Петром I в 1706 р. Цей трон — єдина у своєму роді пам'ятка доби бароко, він весь карбований зі срібла із різьбленими візерунками. Спинка трону має вишиту перлинами срібну завісу із зображеннями 12 гербів царств і земель Росії. Зліва за завісою знаходиться слухове віконце, через яке царівна Софія Олексіївна таємно давала поради малолітнім царям під час урочистих аудієнцій. Обабіч трону знаходяться прорізні срібні поставці для регалій. Навпроти сидінь стоять три вкриті різьбленням стовпці зі срібними двоголовими орлами[54].

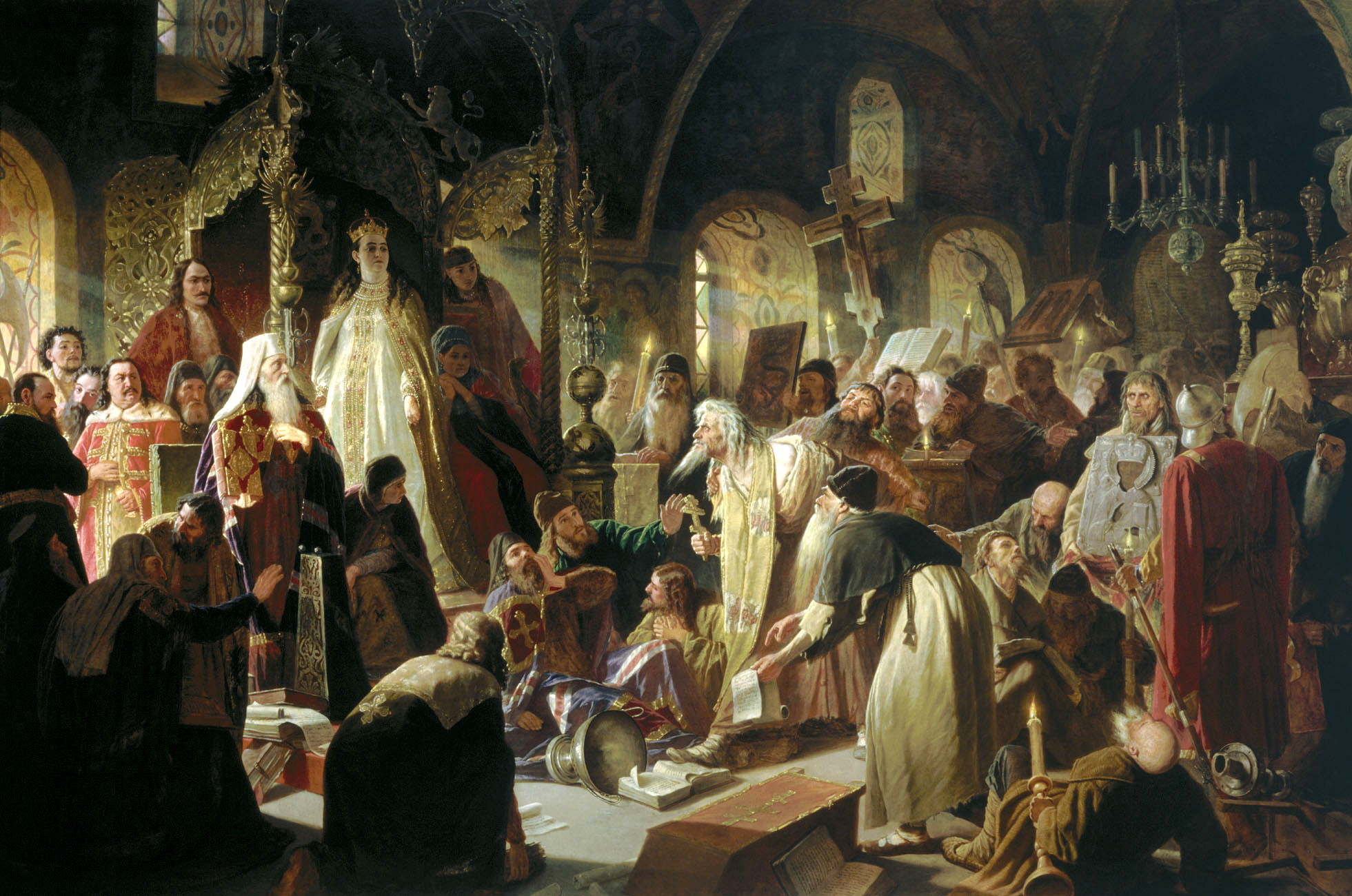
Розкольники на релігійному диспуті 1682 р. В глибині зали стоїть срібний двомісний трон.

- Шапка Мономаха Другого Наряду: Дуже скромна золота «шапка» була виготовлена для царя Петра I Олексійовича майстрами Кремля в 1682 р. За формою «шапка» схожа на оригінал, але не має філігранних візерунків[55].

- Шапка алтабасна: Алтабасна шапка «третього наряду» належала Івану V Олексійовичу. Вона була зроблена в 1684 р. майстрами Збройової Палати. Шапка має тканинну, а не металеву основу. На виготовлення її пішли дорогоцінності знищеної діамантової корони царя Федора Олексійовича — попередника співвладників[56]. Усього вінець має близько 100 камінців і перлин. З XVIII ст. «шапка» слугувала геральдичною короною «Царства Сибірського».

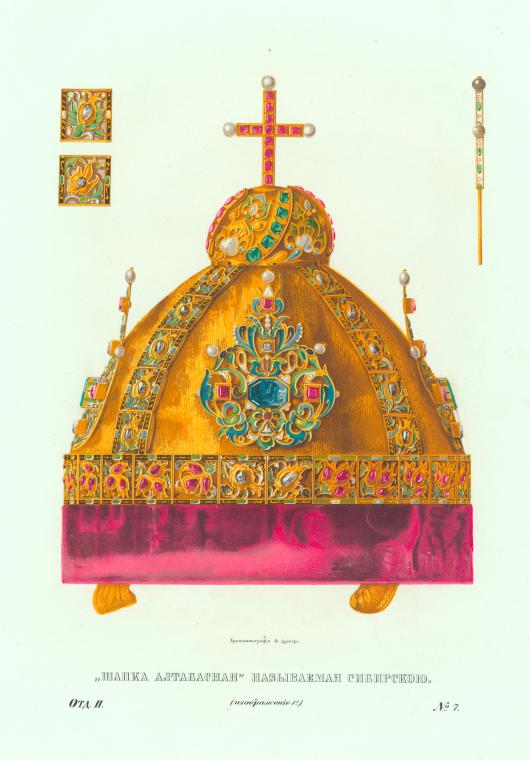
Алтабасна шапка на малюнку Ф. Г. Солнцева, 1835 р.

В 1680-ті рр. для обох співвладників Росії були виготовлені приватні корони за зразком «Мономахової», проте відрізнялись вони дуже високою якістю ювелірної справи, а також величезною кількістю діамантів в оздобленні, через що потім і фігурують у документах Збройової Палати як «шапки діамантові». Оскільки коштували діаманти в ті часи дуже дорого, а свого видобутку їх тогочасна Росія не мала, то для виготовлення двох надзвичайно дорогоцінних корон (загальною вартістю 32 тисячі тогочасних рублів, що було гігантською сумою), довелося розібрати певну кількість застарілих регалій попередників Петра I та Івана V.
- Діамантова корона: Корона, зроблена майстрами Збройової Палати для Петра I Олексійовича в 1687 р.[57] Двох'ярусна барокова корона має зверху хрест, складається вона з двох золотих металевих каркасів. Зовнішній складається з 32 з'єднаних дорогоцінних візерунків, в тому числі є там зображення двоголових орлів, всипаних діамантами. Загалом корону прикрашають 807 діамантів та інші камінці — шпінелі, смарагди і турмаліни[58]. Передана до Збройової Палати в 1728 р. За часів Російської імперії відповідного геральдичного аналога корона не мала.
- Діамантова корона: Одна з двох корон, що були виготовлені близько 1687 р. російськими майстрами Збройової Палати, належала царю Івану V Олексійовичу[59]. Зроблена вона за традиційним вже зразком «Шапки Мономаха», але її оздоблення носить яскраво виражені барокові риси. Подвійний золотий двох'ярусний каркас корони містить більш ніж 900 діамантів, не враховуючи інших каменів[56]. За пізніших часів не мала геральдичного аналога.

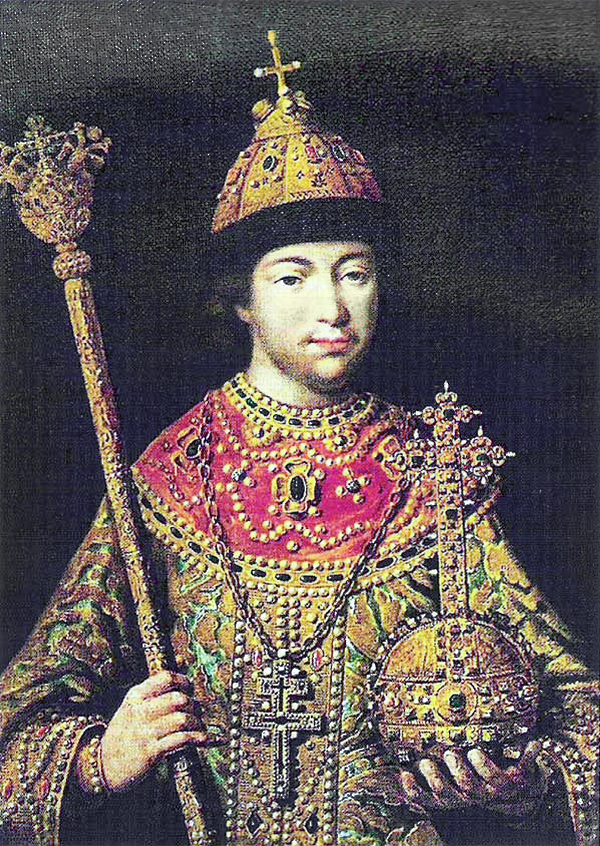
Копія з роботи невідомого художника XVII ст. Молодий московський цар — y Шапці Мономаха, зі скіпетром Олексія Михайловича та державою Бориса Годунова.

- Наперсний хрест Петра I: Золотий хрест Петра I був зроблений московськими майстрами в 1680-ті рр., до Збройової Палати був переданий в 1727 р. Золотий емальований хрест прикрашений 12 діамантами та 10 смарагдами. У верхній частини хреста міститься зображення Спаса Нерукотворного, великі смарагди розташовані орнаментом в його середній частині і на одному з них вирізане Розп'яття, на іншому — «Цар Слави», на третьому — «НІКА». Смарагд, що розташований на зворотній стороні хреста, містить зображення апостола Петра — святого покровителя царя[60].
- Скіпетр Петра I: Золотий емальований скіпетр, прикрашений дорогоцінними камінцями. Він зроблений у виразних барокових формах майстрами Збройової Палати в 1682 р. для Петра I. Всіх коштовних камінців на ньому — 34.
- Булава: Булава «Великої Казни» Івана V була презентована йому 15 березня 1692 р. Сулаін-Ханом — послом перського шаха Сулеймана I. Золота булава східного типу довжиною 71,8 см, вона оздоблена дорогоцінним камінням. В 1790 р. князь Григорій Потьомкін, який в ті часи був також і шефом Збройової Палати, взяв її із собою на турецьку війну замість маршальського жезла. Після смерті князя булаву повернули до Кремля[61].

## Регаліїімперського часу
З часів Петра I відбуваються зміни і в одягу, і в ювелірній справі, і в повсякденному житті. Архаїчна русько-візантійська традиція відходить у минуле. Сам Петро I після 1696 р. вже ніколи не надягав «Великий Наряд», а в 1703 р. за його ж наказом дорогоцінні реліквії минувшини створили в Збройовій Палаті недоторкане державне зібрання, єдине у своєму роді національне надбання. Воно було закритим, тільки в 1806 р. наказом Олександра I Збройова Палата була перетворена на публічний музей. Що ж до регалій, то на зміну золототканим порфірам, бармам, ланцюгам та «шапкам» заступили імператорські мундири, мантії та корони західноєвропейського типу. Та з часів Петра I зібрання російських історичних регалій невпинно поповнювалось. Стародавні регалії перетворились на музейні експонати, їх сакральне значення впало. Більш того, дорогоцінні царські посохи видавались церемоніймейстерам замість жезлів, золота зброя XVII століття слугувала прикрашенням маскарадних костюмів придворних, ланцюги переплавлялись на прикраси. Російські імператори замовляли прикраси приватним ювелірам, частіше іноземцям. І згодом постав т. зв. Алмазний фонд — збірка приватних дорогоцінностей самодержця і його родини, що належали не державі, а особисто августійшим особам. Ці коштовності зберігались безпосередньо у Зимовому палаці, в т. зв. Діамантовій кладовій. В 1915 р. їх евакуювали до Москви. Після революції цей Алмазний фонд також поступив у державну власність.

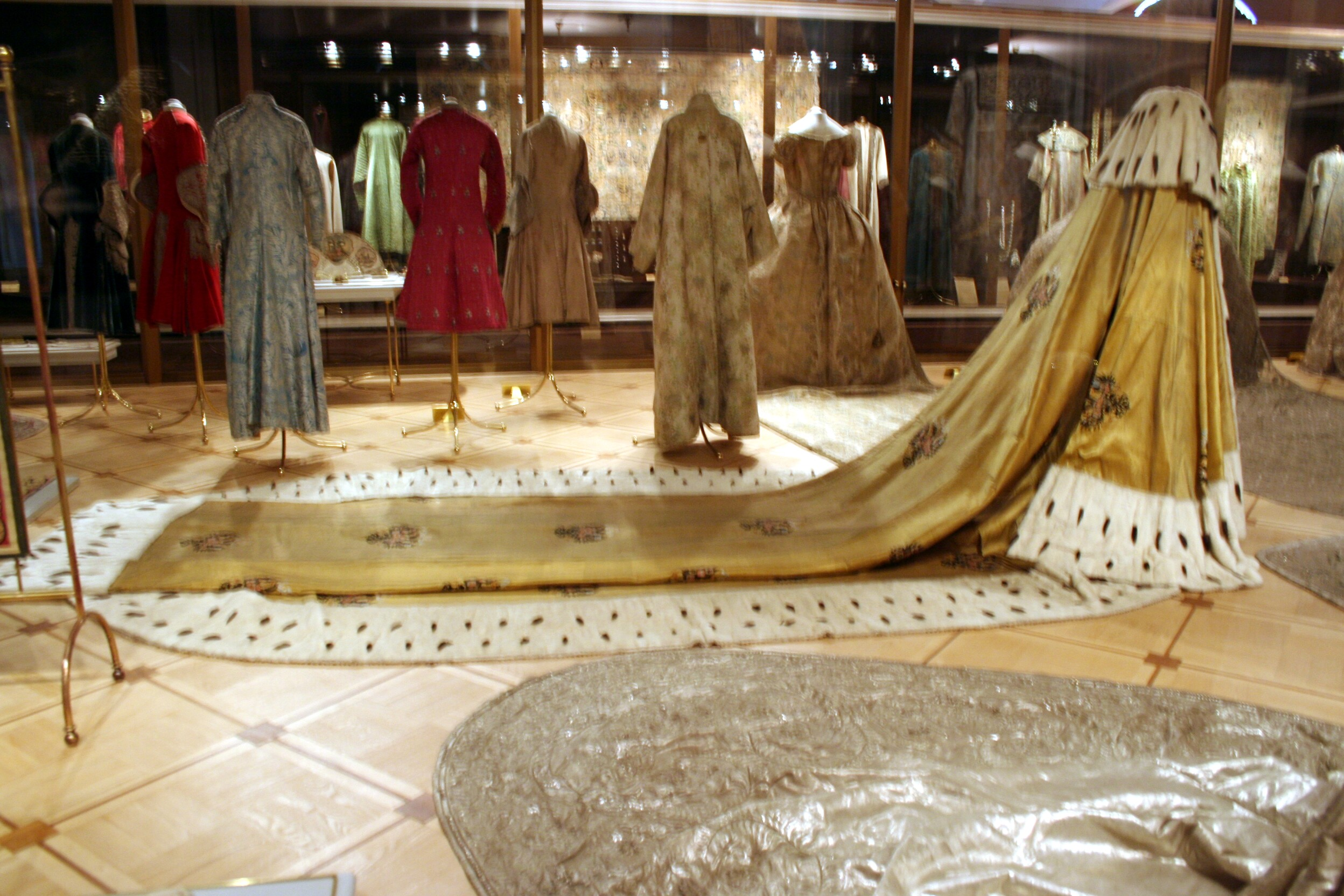
Імператорська мантія. Кінець XIX ст.

- Корона імператриці Катерини I: Це була перша корона нового типу, зроблена не за традиційним типом «Мономахова» вінця. Ця корона — «імператорського» типу, вона була зроблена за стилізованим зразком корон австрійських Габсбургів: до кільця-діадеми (що символізує світську владу) приєднані дві півкулі, з'єднані перетинкою із хрестом. Півкулі — цє стилізовані половинки мітри, що символізує теократичну владу монарха. Корона була зроблена російськими майстрами Кремля в 1724 р.[62] до особистої коронації імператриці Катерини I — другої дружини Петра I. Імператор Петро II також був коронований цією короною в 1728 р. Але в 1730 р. наступна правителька, Анна Іванівна, наказала зробити для себе новий вінець. Тому стара корона була пограбована, і її більш ніж 2000 діамантів і величезний китайський турмалін — дарунок богдихана Кангсі (що раніше прикрашав знищену діамантову корону царя Федора III), були забрані на оздоблення регалії Анни Іванівни. Проте срібний із позолотою пустий каркас корони зберігся до нашого часу у Збройовій Палаті[63].

- Держава Петра II: Мала золота держава із срібними пояском і хрестом, вона зовсім не містить дорогоцінних каменів. 30 березня 1728 р., після коронації Петра II, державу передали до Збройової Палати[64].

Корона Анни Іванівни. Малюнок Ф. Г. Солнцева, середина XIX ст.

- Корона імператриці Анни Іванівни: Дорогоцінна регалія була виконана майстром Г. В. Дункелєм в Санкт-Петербурзі в 1730 р. до коронаційної церемонії Анни Іванівни. В 1730-ті рр. її переробляли, також цією короною була коронована у Москві в 1742 р. імператриця Єлизавета Петрівна. Вона і передала регалію до Збройової Палати. Срібний із позолотою каркас корони містить 2536 діамантів, 28 інших каменів та величезний червоний турмалін вагою майже в 500 каратів[65]. В 1829 р. саме цю регалію використали у Варшаві для персональної коронації імператора Миколи I Павловича як польського короля. Потім ця корона слугувала як геральдична корона «Царства Польського».
- Аграф: Аграф (дорогоцінна каблучка-прикраса для імператорської мантії) був виготовлений в 1756 р. у Санкт-Петербурзі ювеліром Ж. А. Дебюлоном для імператриці Єлизавети Петрівни. Він містить 805 діамантів. Зараз цей єдиний у своєму роді аграф знаходиться в Алмазному фонді.

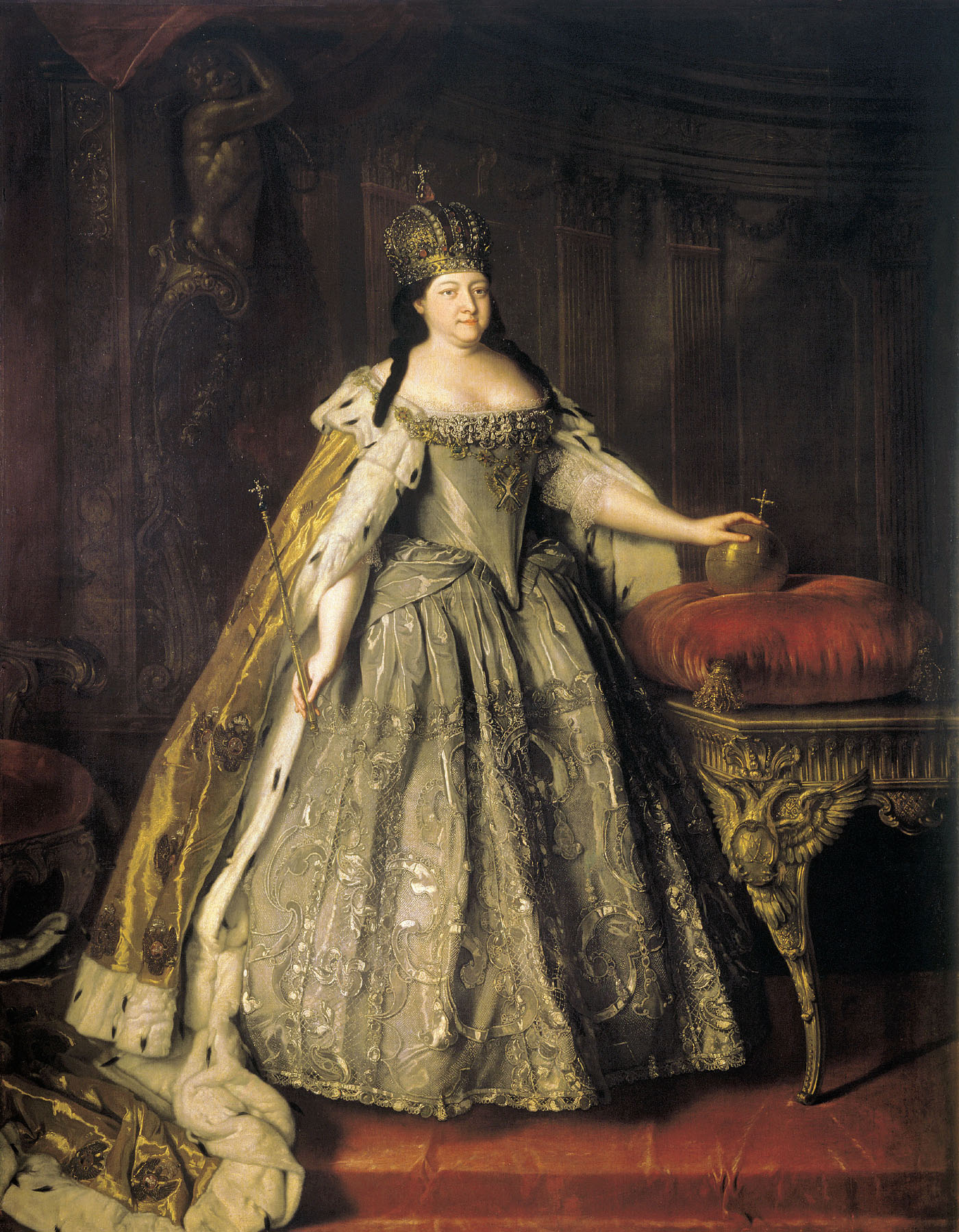
Імператриця Анна Іванівна, коронаційний портрет роботи Луї Каравакка.

- Велика імператорська корона: Найбільша з усіх російських корон. Вона була зроблена в 1762 р. у Санкт-Петербурзі для Катерини II ювелірами Г. Ф. Екартом і І.Позьє[66], а в 1797 р. її дещо переробив майстер Л. Д. Дюваль[67]. Це найбільш дорогоцінна російська регалія, вона містить 4936 діамантів, 75 величезних перлин і одну гігантську червону шпінель вагою 398, 72 каратів. Після революції корону передали в Алмазний фонд.
- Імператорський скіпетр: Скіпетр Катерини II зараз знаходиться в Алмазному фонді. Він був зроблений майстрами Л.Пфістерером та І.Леонтовичем для імператриці імператриці у Санкт-Петербурзі в 1771 р. та виправлений цими ж майстрами в 1774 р. Золотий скіпетр прикрашений знаменитим діамантом «Орлов» та ще 196 малими камінцями.

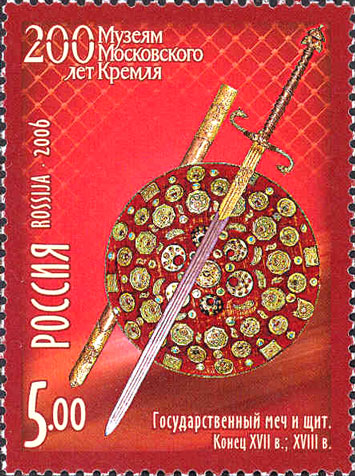
Державний меч і державний щит, сучасна російська поштова марка.

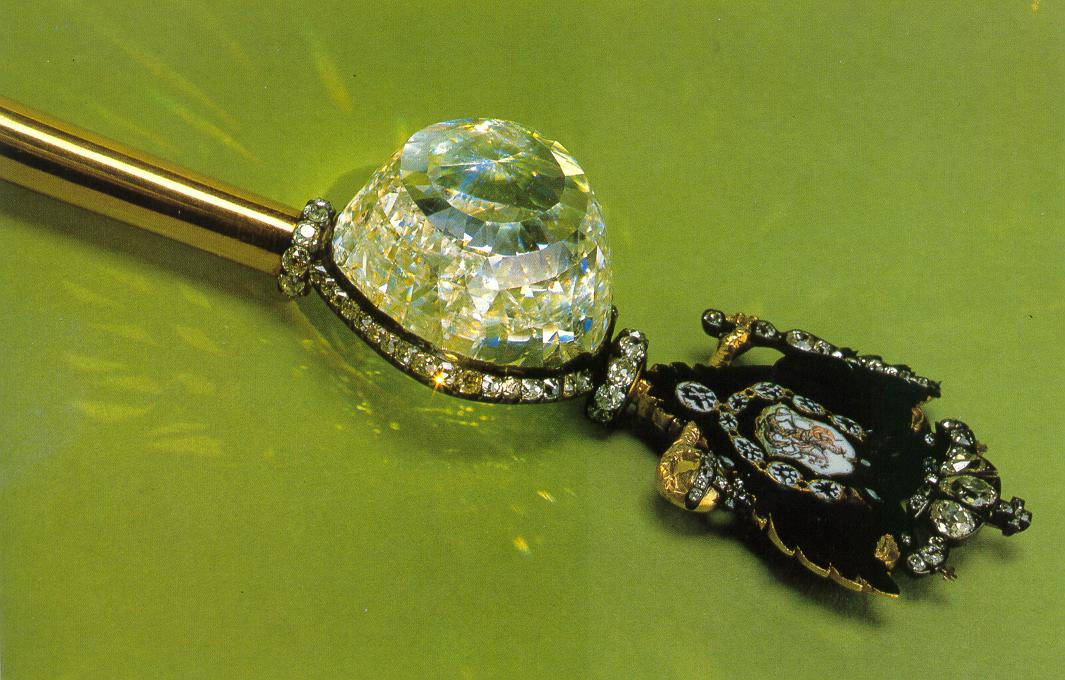
Діамант «Орлов» в імператорському скіпетрі.

- Імператорська держава: Імператорська держава Катерини II зараз знаходиться у Алмазному фонді. Вона була виконана майстром Г. Ф. Екартом у Москві в 1762 р.; близько 1774 р. цей же майстер переробив її[68]. Золотий корпус держави має діамантові поясок і хрест на великому сапфірі вагою 195 каратів. У цілому державу прикрашають 1370 діамантів.

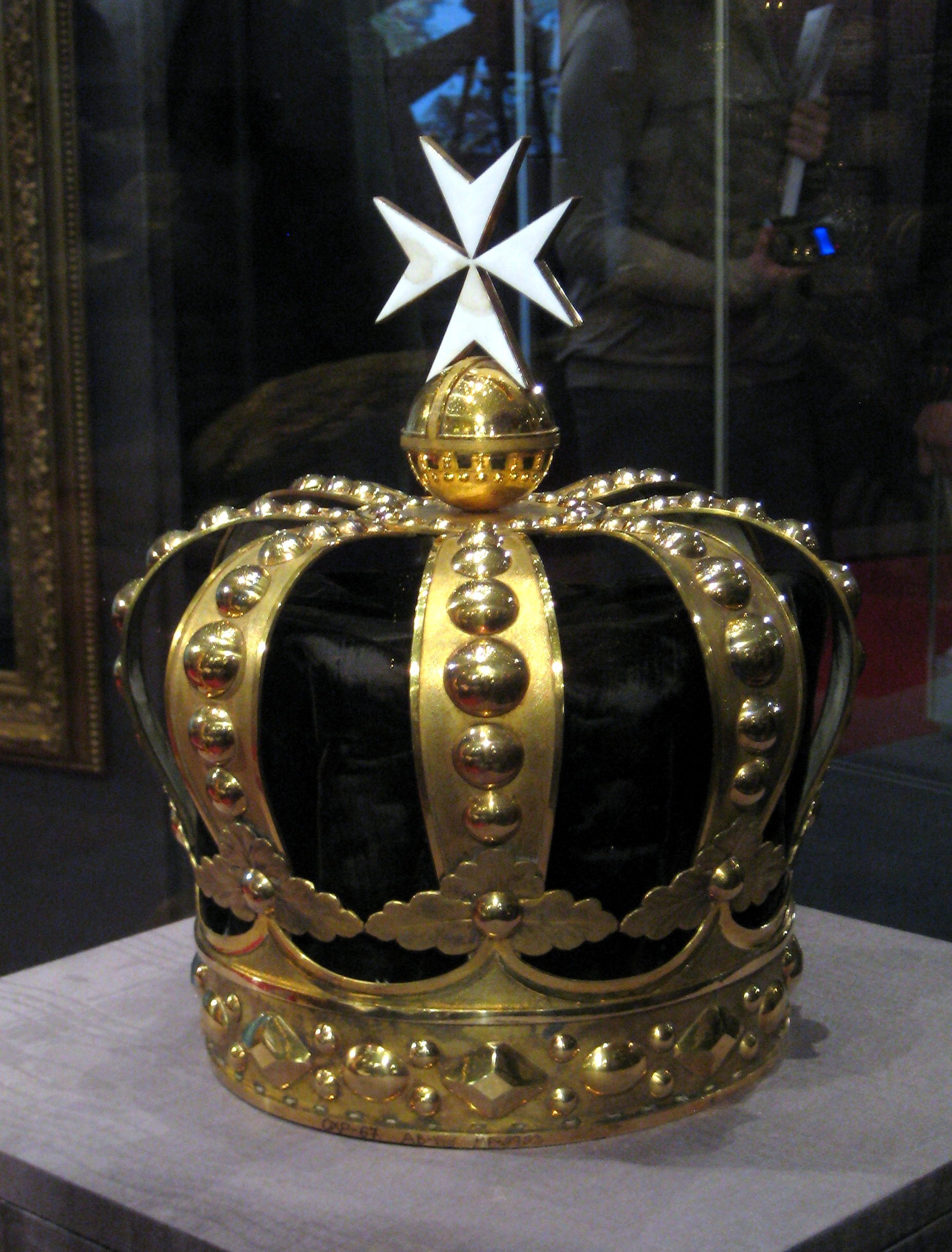
Мальтійська корона імператора Павла I Петровича в Кремлі.

За часів Павла I до імператорських регалій увійшли також реліквії Мальтійського Ордену (скасовані в 1803 р.), та остаточно оформився комплекс клейнод ордену Андрія Первозваного — головного ордену імперії.
- Регалії ордену Святого Андрія Первозваного: Імператорські регалії цього ордену знаходяться зараз в зібранні Алмазного фонду. Вони складаються з 1) діамантового Великого імператорського орденського ланцюга, зробленого в 1795 р. ювеліром Ж. Ж. Дюком і переробленого в 1797 р. до коронації Павла I, 2) діамантової великої орденської зірки, 3) діамантового орденського знаку, 4) 2-х золотих емальованих малих імператорських орденських ланцюгів, зроблених в 1826 та 1857 рр. як регалії імператриць. Найвитонченішим шедевром є великий ланцюг довжиною 148 см. Він складається із 20 срібних всипаних діамантами ажурних ланок-медальйонів із зображеннями трьох типів — двоголового орла, апостола Андрія на хресті та вензеля імператора Павла I. До ланцюга приєднаний знак ордену — емальоване зображення розіп'ятого Андрія Первозваного, на чорному двоголовому орлі[69][70].
- Мальтійська корона Павла I: Ця корона була презентована Павлу I в 1798 р. разом із титулом Великого магістра та іншими орденськими реліквіями, врятованими з Мальти, його попередником — магістром Ф.фон Гомпешем, що склав свої повноваження.[71]. Срібну із позолотою корону увінчує золота куля із золотим емальованим «мальтійським» хрестом, її вага — 1 кг 753 гр. До Збройової Палати корону помістили в 1827 р. Також ця регалія слугувала як геральдична корона в державному гербі Росії за часів царювання Павла та до 1803 р. Серед інших реліквій Ордену, які були державними регаліями за часів Павла I, найцікавішим є золотий емальований малий орденський хрест, що належав знаменитому магістру XVI ст. Ла-Валетту[72][73].

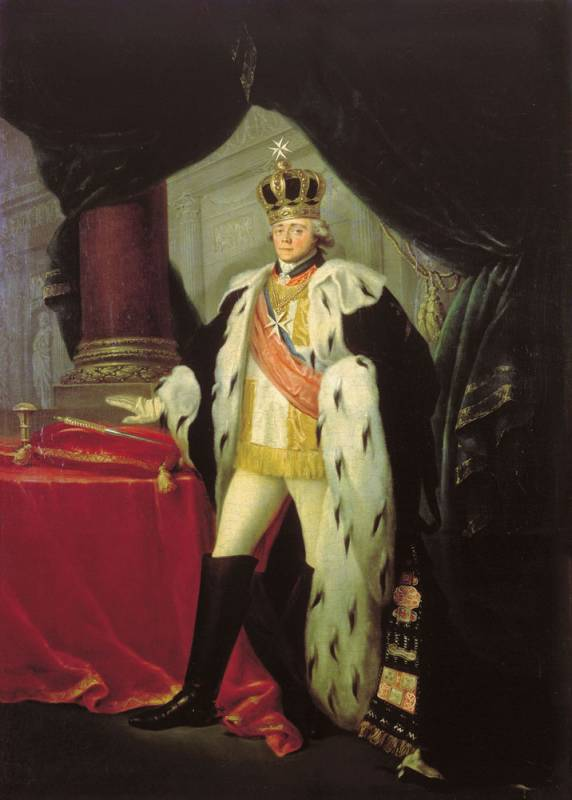
Павло I у вбранні Великого магістра Мальтійського Ордену. Портрет роботи Сальваторе Тончі.

- Скіпетр Грузинський: Золотий емальований скіпетр із вензелем імператора Павла I прикрашений діамантами і турмалінами[74]. Згідно із дореволюційними описами дорогоцінностей Збройової Палати[75], цей скіпетр був парним до втраченої корони «Царства Грузинського», виготовленої в 1798 р.
- Державний меч: Ця регалія з'явилась у XVIII ст., нинішній меч відноситься до часів Павла I. Для виготовлення регалії був використаний старий клинок польського виробництва (кінця XVII століття), до якого приєднали новий величезний срібний із позолотою ефес, прикрашений двома переплетеними зміями; нові піхви меча теж зроблені із срібла. Загальна його довжина — 141 см.
- Державний щит: «Державний щит» був зроблений російськими майстрами Збройової Палати ще наприкінці XVII ст.[76], проте як державна регалія постав лише за часів Павла I.

За часів Павла I остаточно оформився також і обряд коронації. Імператриця-консорт — жінка самодержця, також отримувала невелику, але дуже коштовну корону. Щоправда, з усіх корон імператриць лише одна регалія збереглась до нашого часу.
- Мала імператорська корона: Мала імператорська корона була виконана майстром Л.Зефтігеном для імператриці Марії Олександрівни, дружини Олександра ІІ у Санкт-Петербурзі в 1856 р. за старими малюнками ювеліра Л. Д. Дюваля (1797 р.). До коронації в 1883 р. Марії Федорівни — дружини Олександра ІІІ Зефтіген дещо переробив корону. Після революції вона знаходиться в Алмазному фонді. Ця прикраса оздоблена 1393 діамантами[77][78].

## Втрачені регалії

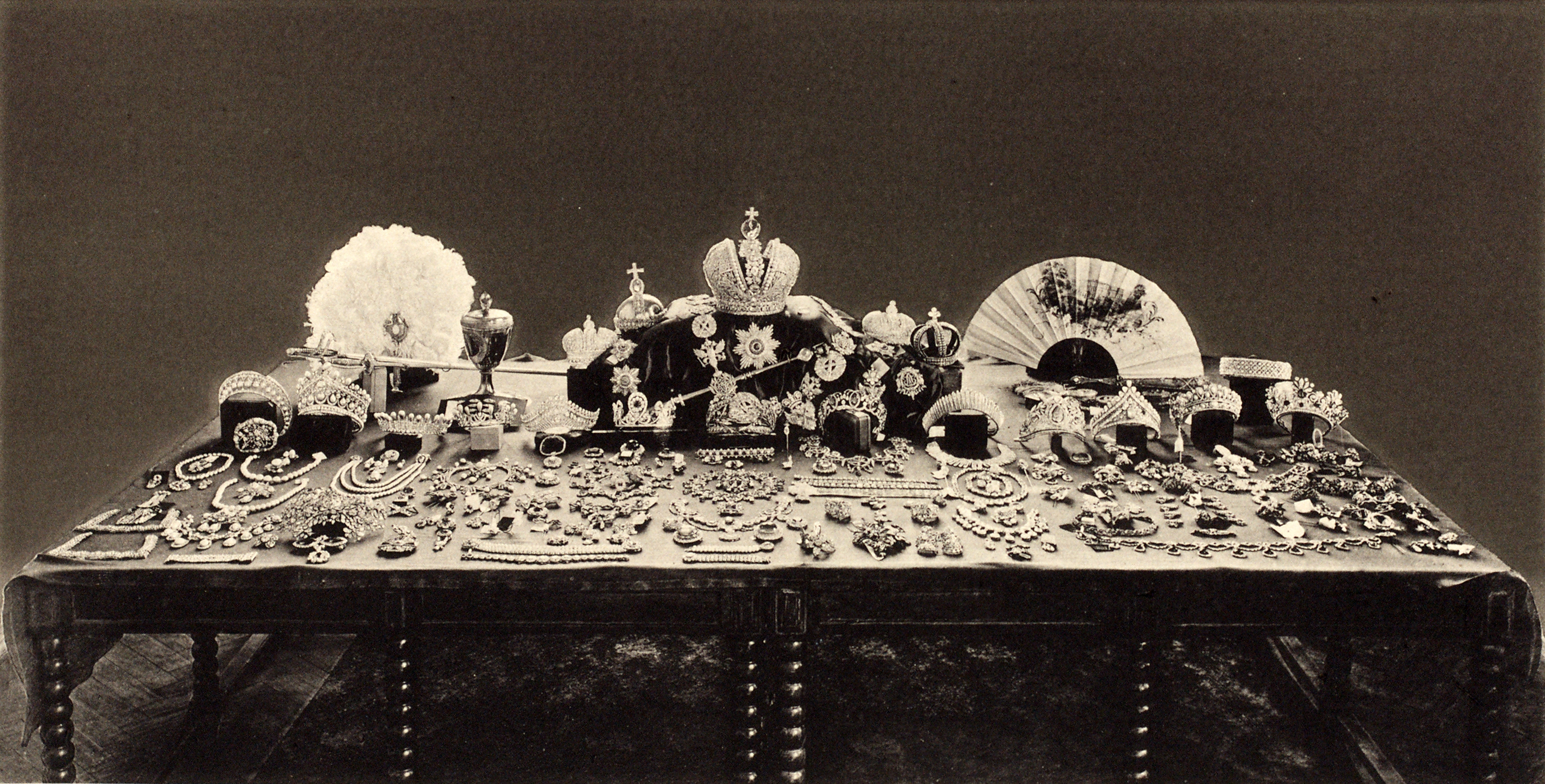
Алмазний фонд, експропрійований більшовиками.

Деякі історичні регалії, що мали беззаперечну історичну цінність, не дійшли до нашого часу з багатьох причин. Архів Збройової Палати Московського Кремля зберігся дуже добре з XVII століття, тому з численних інвентарних описів царських скарбів можна виділити деталі деяких найцінніших втрачених речей. Деякі регалії були знищені більшовиками в XX ст. Наприклад, в 1920 — 1930-ті рр. із 773 дорогоцінностей Діамантового Фонду було продано за кордон або знищено 569. Із 13 діамантових діадем імператриць та великих княгинь лише 1 залишилась в колекції.

Класицистична діадема імператриці Марії Федорівни — дружини Павла І. Ювелір Ж.Дюваль. Продана за кордон.

- «Великий вінець» царя Федіра I Івановича. Це була унікальна регалія — триярусна металева корона із хрестом, яка була прикрашена 561 діамантом, 148 перлинами, 19 рубінами, 72 смарагдами та 161 турмалінами[79]. Корона була виконана в Стамбулі наприкінці XVI ст. і надіслана в 1590 р. останньому з роду Рюриковичів — Федору I Івановичу Константинопольським патріархом Ієремієй II. Царі надягали «Великий вінець» лише під час особистих урочистостей. В 1680-ті рр. корона була розібрана на ресурси для «діамантових шапок» Петра I та Івана V.
- «Шапка с пєлєпєли». Вперше згадана в 1643 р. Мала золототкану, а не металеву основу, була вишита перлинами і оздоблена дорогоцінним камінням. Зверху мала золоту кулю із хрестом. «Шапка» була розпорошена на дорогоцінні складові в 1680-ті рр[80].
- Корона Самозванця. В 1611 р. була віддана боярами польським жовнірам королевича Владислава як платня, згодом розібрана на дорогоцінні матеріали[81]. Виходячи з відомого прижиттєвого портрету «імператора Дімітрія», корона ця була західноєвропейського типу. Потім за її зразком польський король Сігізмунд III, який зазіхав на російський трон, створив для себе т. зв. «Московітську» корону, втрачену на початку XVIII століття.
- Корона Маріни Мнішек. В 1611 р. значилася недоробленою[81]. В тому ж році віддана боярами полякам, тоді ж розібрана. На відомому портреті Марини 1605 р., парному до портрета Лжедмитра, зображена якась корона західноєвропейського типу.

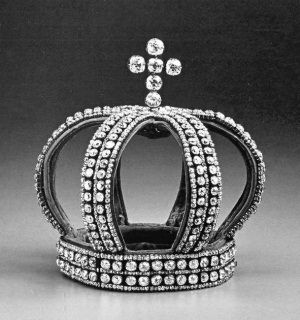
Діамантовий весільний вінець членів дому Романових. Проданий за кордон.

- Діамантова корона Федора III Олексійовича. Була зроблена в 1679 р., мала металевий двох'ярусний каркас, оздоблений 467 діамантами, і величезний турмалін під хрестом зверху[82] (зараз він знаходиться на короні Анни Іванівни). Розібрана в 1680-ті рр. на ресурси для корон Івана V та Петра I.
- Корона Грузинська. Зроблена у Санкт-Петербурзі в 1798 р. ювелірами П. Е. Теременом та Н. Г. Ліхтом для останнього володаря Картлі-Кахетії Георгія XII. Після його смерті в 1800 р. корона була відіслана назад Павлу I, як новому «царю Грузинському».

До революції корона знаходилась у Збройовій Палаті, потім була передана в Тбілісі. Однак, в 1930-ті рр. регалія була втрачена.
- Малі імператорські корони. Корони виробництва 1797 р. (вона належала Марії Федорівні — дружині Павла I, потім Єлизаветі Олексіївні — дружині Олександра I) та 1826 р. (ця належала Олександрі Федорівні — дружині Миколи I) були знищені ще до середини XIX ст. Імператорська корона імператриці Олександри Федорівни — дружини Миколи II, зроблена в 1894 р., що була майже точною копією збереженої корони Марії Олександрівни, після революції була передана до державного Алмазного фонду. Але вона теж не збереглась, оскільки була розібрана більшовиками наприкінці 1920-х рр. на дорогоцінні матеріали для закордонної реалізації.

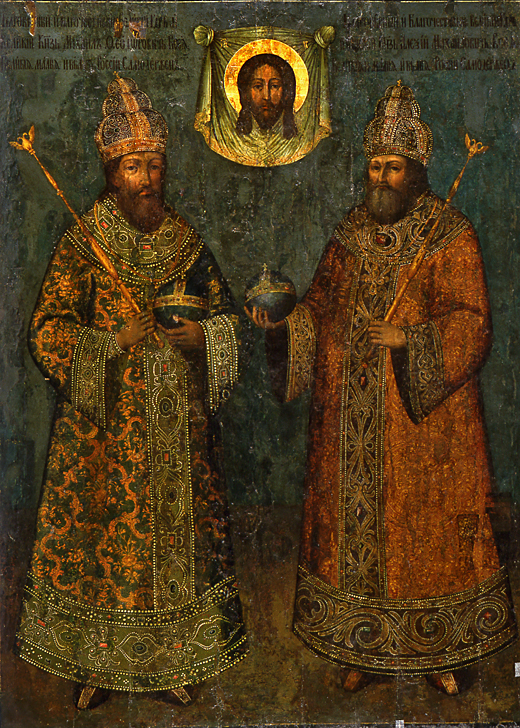
Ікона XVII ст. — т.зв. «Спас Романових». Обидва царі, Михайло та Олексій, увінчані «Великим вінцем» кінця XVI ст.
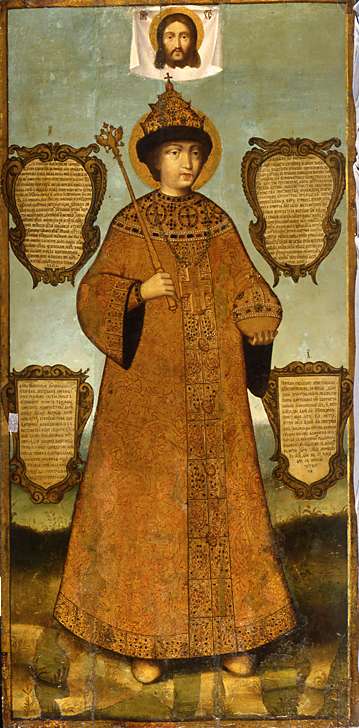
«Цар Федір Олексійович перед іконою Спаса Нерукотворного». Велика картина І.Салтанова, 1685 р.
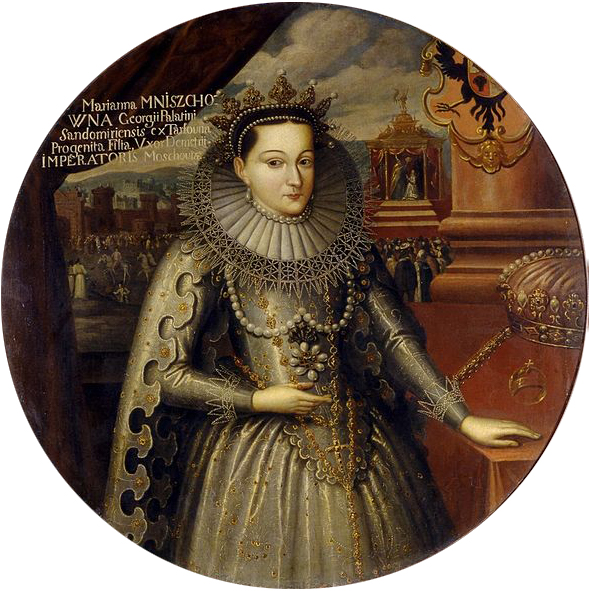
Марина Мнішек. Прижиттєвий портрет. Біля неї корона західноєвропейського типу.
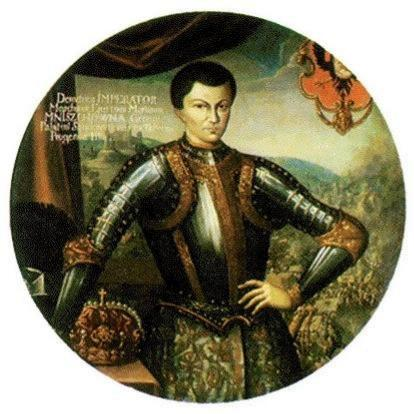
Лжедмитро I на прижиттєвому портреті. Його вінець був втрачений в 1611 р.
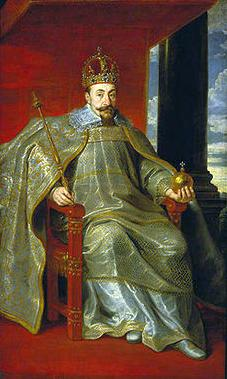
Портрет Сигізмунда III в «Московітській» короні.
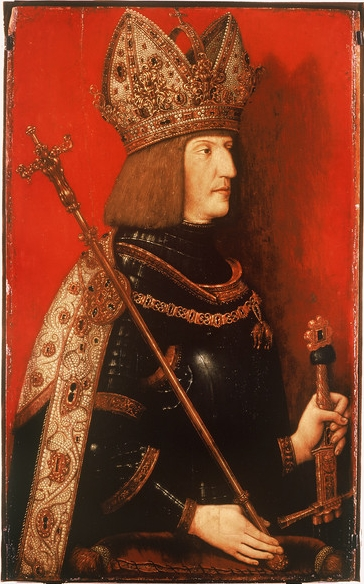
Імператор Максиміліан I Габсбург. Тільки російські імператорські корони мали кулеподібні форми православної мітри, а не гострокутні — католицької.
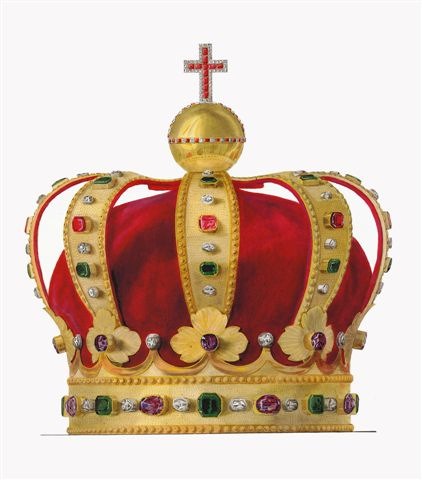
Корона Грузинська на малюнку Ф.Г.Солнцева, XIX ст.

## Історичні регалії на великому державному гербі Російської імперії

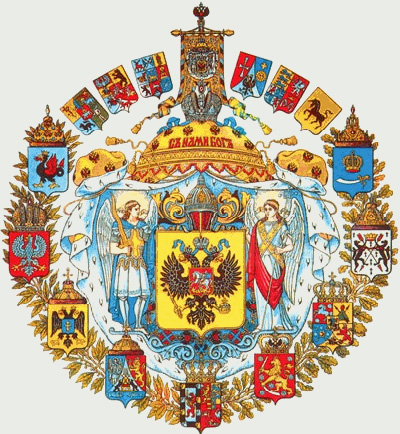
Великий державний герб Російської імперії.

Деякі давні регалії використовувались у геральдиці до 1917 р. як певні символи історичних земель і царств, з яких складалась Російська імперія.
Розташування регалій на великому державному гербі Росії:
- Велика імператорська корона — угорі, вінчає імператорську мантію.
- Корона Великого Наряду— на щиті з гербом Астраханського царства.
- Шапка алтабасна — на щиті з гербом Сибірського царства.
- Не збережена до нашого часу Корона Грузинська — на щиті з гербом Грузії.
- Символічна герцогська корона — на щиті з гербом Фінляндії. Ця корона ніколи не існувала як окрема регалія.
- Символічна герцогська корона — на щиті з гербом дому Гольштейн-Готторп-Романов. Ця корона теж ніколи не була виготовлена.
- Шапка Мономаха — на щиті з гербом «Царства Великої, Малої та Білої Русі».
- Шапка Мономаха Другого Наряду — на щиті з гербом царства Херсонесу Таврійського.
- Корона Анни Іванівни — на щиті з гербом царства Польського.
- Шапка Казанська — на щиті з гербом Казанського царства.
- «Державний шолом» Михайла Федоровича — по центру, на щиті з малим гербом Російської імперії.

Також Мальтійська корона використовувалась як геральдична до 1803 р. Зараз вона збережена в гербі лише одного російського міста — Гатчини.

## Царські речі на малюнкахФ.Г.Солнцева
За вказівкою Президента Академії Художеств О. М. Оленіна, в 1849 — 1853 Федором Григоровичем Солнцевим (1801 — 1892), істориком-археографом та художником, колишнім кріпаком, була підготовлена велична праця «Древности Российского государства». Роботу Солнцева контролював безпосередньо Микола I. На основі архівів Збройової палати був зроблений опис як артефактів колишньої царської скарбниці — регалій, зброї, посуду, кінської збруї, екіпажів, так і багатьох інших старовинних речей. Як ілюстрації, до праці увійшли близько 500 з більш ніж 5 тисяч деталізованих хромолітографій, створених безпосередньо автором.
За свою праці ф. Г.Солнцев отримав посаду дійсного члена Академії Художеств і ордени Святого Володимира IV ступеня та Святого Станіслава II ступеня.

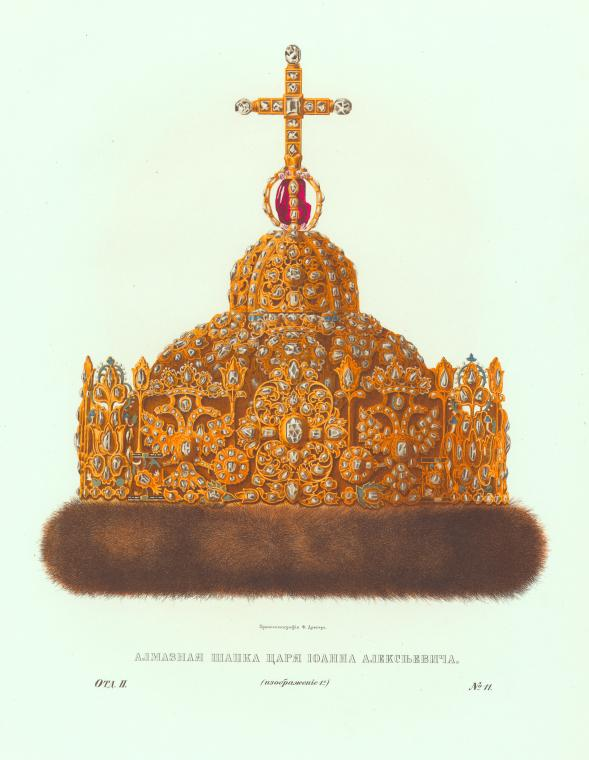
Діамантова корона Івана V
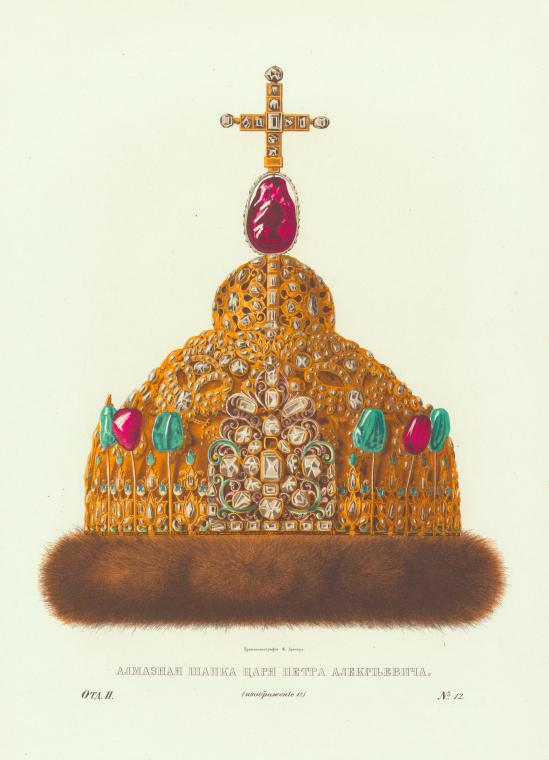
Діамантова корона Петра I
Барми Олексія Михайловича грецької роботи
Наперсний хрест Петра I та ланки з ланцюга Михайла Федоровича
Скіпетр Бориса Годунова
Царські жезли та патериці, XVII ст.
Жезл Михайла Федоровича та патериця цариці Євдокії Лук'янівни, його дружини, друга чверть XVII ст.
Жезл "грецької роботи" Олексія Михайловича та кістяна патериця

## Історичні регалії на сучасних гербах регіонів Росії

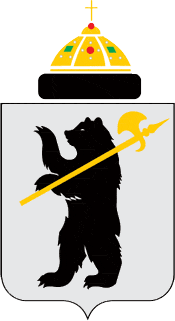
Шапка Мономаха на гербі Ярославля
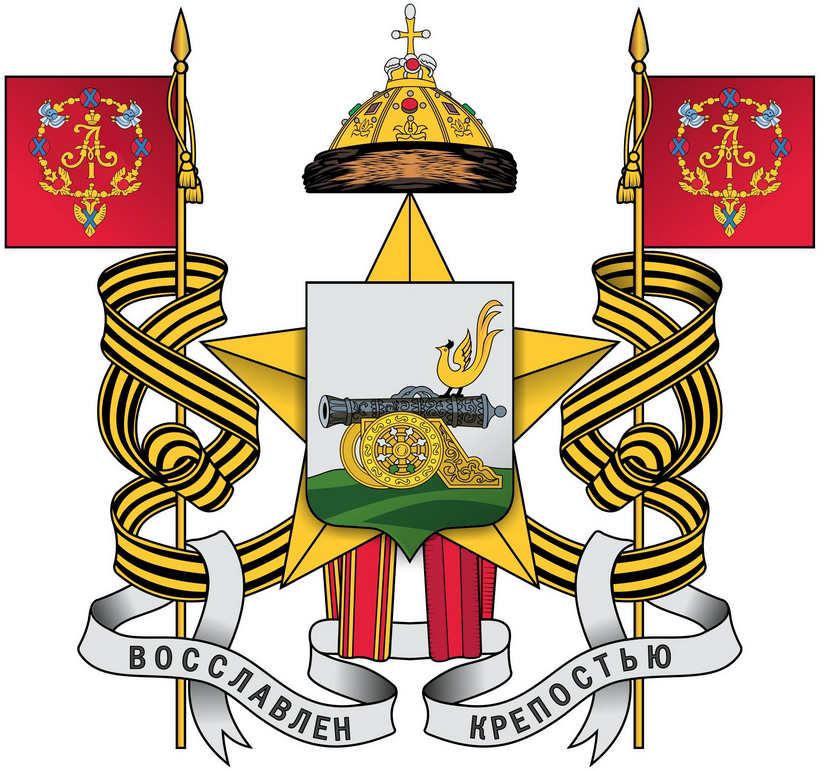
Шапка Мономаха на гербі Смоленська
Шапка Мономаха на гербі Тверської області
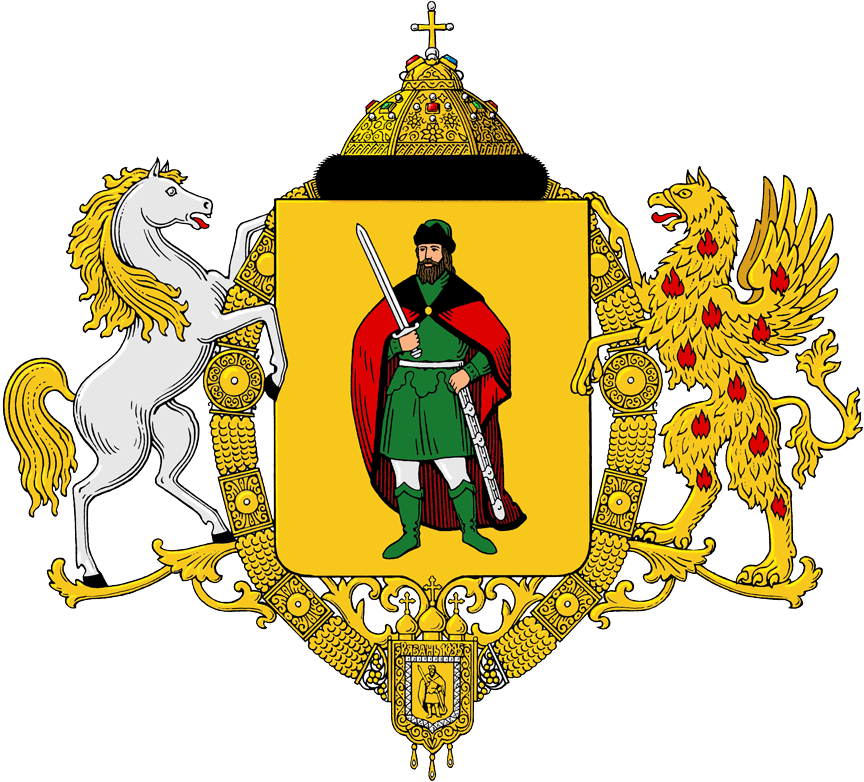
Шапка Мономаха на гербі Рязані
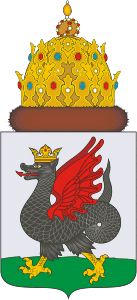
Шапка Казанська на гербі Казані
Корона Великого Наряду на гербі Астраханської області.

## Історичні регалії в сучасній геральдиці України

Велика імператорська корона на гербі Керчі